# Рукописи Шапиры

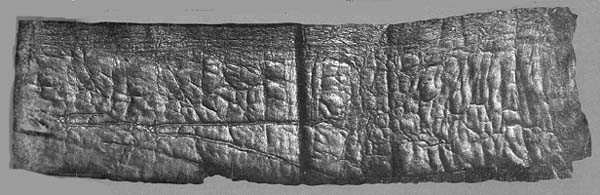
Фотография одного из фрагментов свитка Шапиры, подготовленная Фредериком Дейнджерфилдом для Кристиана Давида Гинсбурга

Рукописи Шапиры (также известные как свиток Шапиры, полоски Шапиры или манускрипт Шапиры) — набор из 15 кожаных полос, содержащих текст, написанный палеоеврейским письмом. Они были представлены Мозесом Вильгельмом Шапирой в 1883 году как древний артефакт, связанный с Танахом. По утверждению Шапиры, свитки были найдены в Эль-Муджибе (библейский Арнон) недалеко от Мёртвого моря. Текст свитков представляет собой другую версию Второзакония, включая добавление новой строки к Десяти заповедям: «Не возненавидь брата твоего в сердце твоем: Я Элохим, твой бог». В тексте также отсутствуют все остальные законы, кроме десяти заповедей, которые передаются последовательно от первого лица (от лица Бога). Почти сразу свитки были признаны учёными поддельными. Обвинения в подделке привели к самоубийству Шапиры в 1884 году.
По крайней мере часть свитков к 1884 году оставалась у вдовы Шапиры, их она отправила Константину Шлоттману. Свитки вновь появились через несколько лет на аукционе Сотбис, где были проданы за 10 фунтов и 5 шиллингов Бернарду Кворичу, который позже перепродал их за 25 фунтов. В 1899 году сообщалось, что 8 марта того же года доктор Филип Брукс Мейсон демонстрировал «полную рукопись» на публичной лекции в Бертон-апон-Тренте. Текущее местонахождение свитков, если они сохранились, неизвестно.

## Обнаружение свитков
Рассказ Шапиры о том, как были обнаружены свитки, со временем менялся, и различия между версиями обнаружения свитков использовались в качестве доказательства подделки. Пауль Шрёдер, первый человек, которому Шапира лично показал свитки, вспоминал:

Г-н Шапира не пожелал сообщить мне происхождение рукописи. Он сказал мне только, что она была взята из гробницы за Иорданом.

В то же время в Германии Шапира сообщил Герману Гуте следующее:

В конце июля или начале августа некий Салим из племени Адшайе (нем. Adschaje), обитавшего к востоку от Мёртвого моря между вади Эль-Муджиб и Кераком, продал магазинчику Шапиры черноватую полоску кожи в пять слоёв. Сам Шапира при этом не присутствовал и по возвращении обнаружил в магазине этот кусок кожи, приобретённый задёшево. Несмотря на его плохое состояние, Шапира обнаружил на нём некоторое количество букв и попытался навести дополнительные справки. Но Салим, которого Шапира знал лишь немного, отказался возвращаться в Иерусалим, поскольку то ли на нём, то ли на его племени висело обвинение в убийстве, за которое его могли бы там преследовать. Поэтому Шапира обратился к шейху Махмуда из Абу-Диса близ Иерусалима. <…> Махмуд подчеркнул сложность получения таких предметов от бедуинов, но обещал привести в Абу-Дис человека, который готов на всё ради денег и «за бешлык [серебряная монета достоинством 5 акче] продал бы свою жену и даже мать». Шапира встретился с этим человеком в Абу-Дисе и в ходе последующих трёх встреч в течение августа 1878 года получил остальные кожаные полоски из ныне имеющихся. После этого бедуин больше не появлялся.

Другая версия содержится в личном письме Шапиры профессору Герману Штраку из Берлина от 9 мая 1883 года:

В июле 1878 года я встретил нескольких бедуинов в доме известного шейха Махмуда эль-Араката, конечно, разговор перешёл на старые надписи. Один бедуин… начинает рассказывать историю примерно следующего содержания. Несколько лет назад каким-то арабам пришлось бежать от своих врагов и спрятаться в пещерах высоко в скалах, обращённых к Муджибу (новый Арнон [так в оригинале]). Они обнаружили там несколько свертков очень старой ткани. Думая, что там может быть золото, они сняли много слоёв хлопка или льна и нашли только несколько чёрных амулетов и выбросили их; но один из них взял их и [так в оригинале] с тех пор, как амулеты оказались в его шатре, он стал богатым человеком, завёл овец и т. д.

В начале августа Шапира написал письмо Гинсбургу, сообщив ему:

В июле 1878 года шейх Махмуд Аракат, известный руководитель проводников от Иерусалима к Иордану, нанёс мне обычный визит … поскольку шейх принимал бедуинов с Востока в своем доме, он привёл их всех с собой … Я услышал на следующий день … некоторые его знакомые спрятались в то время, когда вали из Дамаска сражался с арабами, в пещерах, высеченных высоко в скале … недалеко от Моджиба. Они нашли там несколько свёртков старой чёрной холстины. Они сняли полотно, и … там было только несколько исписанных чёрных полосок кожи, которые они выбросили (или, кажется, он сказал, что бросили в огонь, но я не уверен); но один из них подобрал их … Я попросил шейха нанять его в качестве посланца, принести мне несколько фрагментов, чтобы я мог их изучить, но шейх считал, что этот человек этого не сделает, однако он знал человека, который совсем не был суеверным … Примерно через двенадцать дней я получил четыре или пять колонок текста … ещё через восемь дней он принёс мне около шестнадцати; через одиннадцать или двенадцать дней ещё четыре или пять … больше я не видел этого человека. Шейх вскоре умер, и я потерял все следы, которые позволили бы мне проследить за объектом дальше.

В отчете в Фонд исследования Палестины от 20 июля 1883 года история находки описывалась так:

Он [Шапира] впервые услышал о фрагменте в середине июля 1878 года. Шейх с несколькими арабами разных племён пришёл в его контору в Иерусалиме по другим вопросам. Шейх не имел никакого отношения к древностям. Они говорили о каких-то маленьких чёрных фрагментах письма, которыми владел араб. Их нашли в окрестностях Арнона. Один из арабов говорил о них как о талисманах, пахнущих асфальтом.
На следующий день Шапира был приглашён шейхом на ужин и услышал больше о фрагментах. Примерно в 1865 году, во время гонений, некие арабы прятались среди скал. Там, рядом с пещерой в скале, они нашли несколько свёртков, завёрнутых в полотно. Сняв покрытие, они нашли только чёрные фрагменты, которые они выбросили. Их подобрал один из арабов, полагая, что это талисманы … Шапира пообещал шейху награду, если тот приведет к нему араба, о котором он говорил, что он сможет достать фрагменты. Это произошло в день ужина. Шейх заболел, а затем умер.
Примерно через десять или двенадцать дней после ужина мужчина из племени Аджайя принес ему маленький фрагмент, содержащий четыре столбца. Разобрать можно было только несколько слов. Через неделю, в воскресенье, он принес четырнадцать или пятнадцать свитков, содержавших более ясный текст. В следующее воскресенье он принёс ещё четырнадцать или пятнадцать столбцов, написанных в другом стиле, но не все одинаково. Десять дней спустя, в среду, он принес три или четыре столбца, очень чёрные. Шапира больше его не видел.

Клод Ренье Кондер получил от Шапиры ещё одну версию, в которой он связывал свитки и моавитские подделки с одним и тем же местом и утверждал, что с рукописью была найдена мумия.

## Презентация свитков

### В Германии
24 сентября 1878 года Шапира отправил копии Константину Шлоттману, который ошибочно подтвердил подлинность моавитских подделок Шапиры в 1870 году. Шлоттманн проконсультировался с Францем Деличем, а затем отверг свитки как подделку[уточнить]. Делич опубликовал свой вывод отдельно в журнале Saat auf Hoffnung в 1880 году, назвав их фальшивкой.
9 мая 1883 года Шапира отправил десятистраничное письмо Герману Штраку, в котором написал, что в отношении подлинности свитков больше доверяет его мнению, чем своему собственному. 27 мая Штрак ответил, заявив, что «не стоило [Шапире] тратить время на то, чтобы привозить в Европу такую очевидную подделку». В мае 1883 года Шапира также показал один фрагмент рукописи Паулю Шредеру (в то время немецкому консулу в Бейруте) на короткое время в плохом освещении; он отказался подтвердить его подлинность без более длительного изучения всех фрагментов.

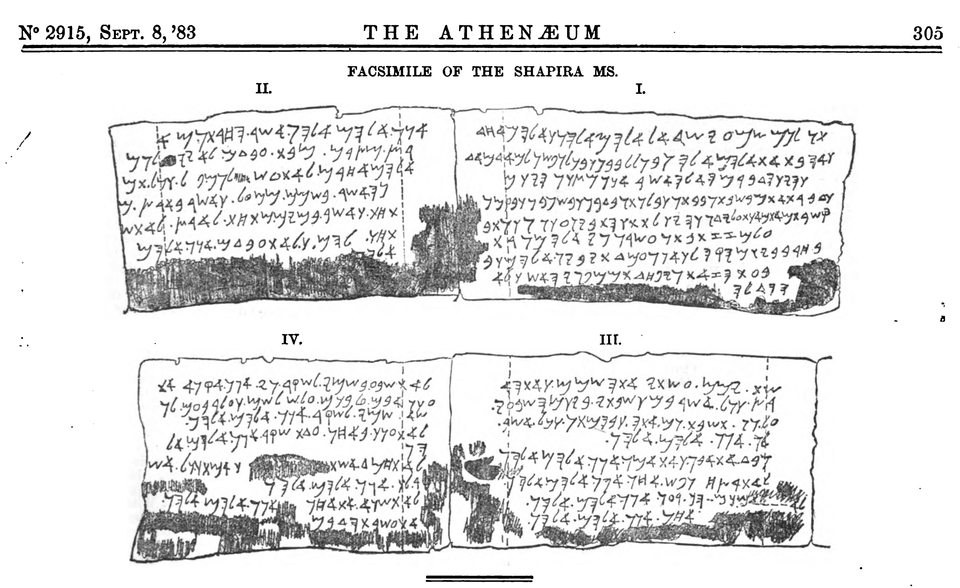
Изображение четырёх колонн, включая 10 заповедей выполненная Уильямом Сент-Чедом Боскауэном и мисс Теннант под строгим руководством Кристиана Дэвида Гинсбурга. Опубликована в «The Athenaeum», 8 сентября 1883 г.

В июне 1883 года, возможно, переработав текст, Шапира привёз свитки в Германию в попытке продать их Королевской библиотеке Берлина. 10 июля Карл Ричард Лепсиус, в то время хранитель Библиотеки, созвал симпозиум ведущих библеистов в Берлине (сам Лепсиус, Эдуард Захау, Эберхард Шрадер, Август Дильман, Адольф Эрман и Мориц Штейншнейдер), чтобы оценить свитки; они единогласно объявили их подделкой после 90-минутного осмотра. В отдельном немецком анализе в первую неделю июля, опубликованном 14 августа, Герман Гут и Эдуард Мейер пришли к выводу, что свитки были подделкой; Теодор Нелдеке и Эмиль Фридрих Каутч, как сообщалось, тоже согласились с этим выводом. Шапира также показал свитки лично Герману Штраку, чьё мнение не изменилось. Королевская библиотека предложила купить их по более низкой цене, чтобы немецкие студенты могли изучить технику подделки. Вместо этого Шапира отвёз свитки в Лондон. Немецкие учёные не обнародовали свои выводы, и выводы других экспертов были сделаны независимо.

### В Лондоне
20 июля Шапира сообщил секретарю Фонда исследования Палестины, что привёз рукопись в Лондон, а 24 июля он показал рукопись Уолтеру Безанту и Клоду Ренье Кондеру из Фонда. 26 июля Шапира продемонстрировал рукопись большому числу британских учёных в офисах Фонда, даже оторвав часть, чтобы показать внутреннюю часть пергамента; затем рукопись была передана в Британский музей для дальнейшего изучения.
Шапира пытался продать свитки Британскому музею за миллион фунтов и позволил музею выставить две из 15 полос. Для оценки полос музей назначил Кристиана Дэвида Гинсбурга, и в последующие недели были опубликованы транскрипции, переводы и факсимильные копии. 4 августа 1883 года Уолтер Флайт из Британского музея сообщил, что большая часть кожи выглядела древней, но края одного куска выглядели совершенно новыми; 17 августа Эдвард Августус Бонд, главный библиотекарь Британского музея, отметил, что тоже считает рукописи подделкой.
13 августа Адольф Нейбауэр, который ранее разоблачил фальшивый «гроб Самсона» Шапиры, также назвал свитки подделкой; 19 августа он опубликовал дополнительные аргументы против их подлинности, как и Арчибальд Сейс в тот же день. Идентификация Нейбауэра позже была названа похоронным звоном свитков.
Шарль Симон Клермон-Ганно из Министерства народного просвещения Франции, который ранее раскрыл моавитские подделки Шапиры, прибыл в Англию 15-го числа, уже испытывая «самые серьёзные сомнения». Он бросил быстрый взгляд на некоторые фрагменты от Гинсбурга, но Шапира быстро запретил ему дальнейшее изучение свитков. Однако Клермон-Ганно внимательно изучил две полоски, выставленные на публичной выставке 18 августа, и 21 августа объявил их подделками. Клод Ренье Кондер также объявил их поддельными 21-го числа, а вскоре за ним последовали Эрнест Ренан, Альберт Леви и Чарльз Генри Уоллер. 25 августа the Grantham Journal сообщил: «Официальный вердикт о подлинности рукописей г-на Шапиры не был вынесен, но опубликованные свидетельства экспертов, которые их исследовали, единодушны против подлинности свитков».
27 августа Кристиан Дэвид Гинсбург, который в качестве назначенного филологического эксперта Британского музея получил доступ ко всем свиткам, опубликовал то же заключение. Ранее на той же неделе Британский музей прекратил показ полос Шапиры. Гинсбург также предположил, что форма полос, их правка и используемая кожа соответствовали йеменским свиткам, которые Шапира продавал в предыдущие годы. Клермон-Ганно позже сделал ту же оценку. Шлоттман, Делич, Штрак и Штайншнайдер, поражённые текущей ситуацией в Англии, опубликовали свои июльские выводы для британской аудитории в сентябре. Гинсбург и Клермон-Ганно опубликовали свои окончательные отчёты в том же месяце.

## Последствия и судьба свитков

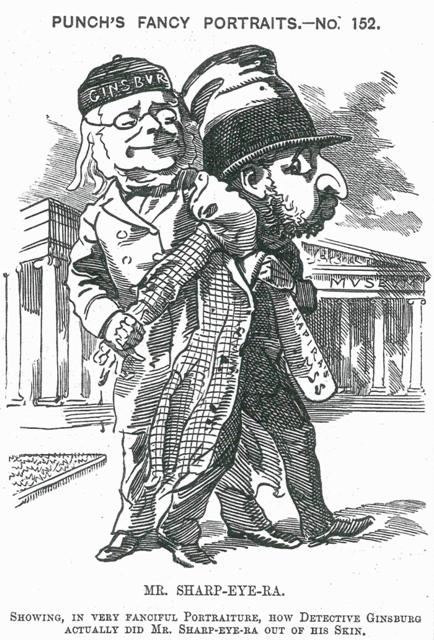
Punch карикатура на Шапиру и Гинсбурга 1883 года

Заключение Гинсбурга привело Шапиру в отчаяние, и он бежал из Лондона.

«Вы выставили меня дураком, публикуя и выставляя вещи, которые, по вашему мнению, являются ложными. Я не думаю, что смогу пережить этот позор. Хотя я ещё не убеждён, что рукопись является подделкой, если только это не сделал месье Ганно. Через день или два я уеду из Лондона в Берлин.
Искренне ваш, Мозес Вильгельм Шапира»
— Письмо Шапиры Гинсбургу, 23 августа 1883»
Несмотря на то, что он написал Гинсбургу, что уедет в Берлин, он вместо этого бежал из Лондона в Амстердам, оставив рукопись, а из Амстердама написал письмо Эдварду Августусу Бонду, главному библиотекарю Британского музея, с просьбой пересмотреть рукопись. В обоих письмах Шапира подтвердил свою веру в подлинность свитков. Шесть месяцев спустя, 9 марта 1884 года, он застрелился в отеле Willemsbrug в Роттердаме.
У вдовы Шапиры, Анны Магдалены Розетт, была по крайней мере часть свитков в 1884 году, о чём свидетельствует записка в досье Гинсбурга, оставленная Бондом. Розетта отправила «два маленьких фрагмента» Шлоттману для дальнейшего изучения в 1884 году. Позже они появились на аукционе Сотбис в 1885 году и были куплены книготорговцем Бернардом Кворичем за 10 фунтов и 5 шиллингов. Два года спустя Кворич выставил свитки на продажу за 25 фунтов стерлингов и показал их на Англо-еврейской исторической выставке в 1887 году.
В 1970 году профессор Алан Дэвид Краун, неверно растолковав письмо сэра Чарльза Николсона Вальтеру Скотту, в котором Николсон утверждал, что «большая часть» рукописей Шапиры попала в его руки, выдвинул гипотезу о том, что Николсон приобрел сами свитки Шапиры, но эти свитки были уничтожены при пожаре в лондонском кабинете Николсона в 1899 году вместе с большей частью его коллекции. Помимо преувеличения Николсона известно, что он приобрёл только шесть свитков Торы по сравнению с 167 рукописями, приобретёнными в 1884 году Адольфом Сутро, — Николсон никогда не писал, что он приобрёл сами свитки Шапиры. Гипотеза Крауна получила широкое признание как лучшее объяснение судьбы свитков.
В 2011 году австралийский исследователь Мэтью Гамильтон идентифицировал фактического владельца свитков, английского врача и историка естествознания, доктора Филипа Брукса Мейсона. Тогдашние отчёты показывают, что английский врач, натуралист и коллекционер Филип Брукс Мэйсон продемонстрировал «все» свитки на публичной лекции в Бертон-апон-Тренте 8 марта 1889 года, согласно некрологу из номера «Journal of Conchology» за 1904 год был владельцем свитков на момент своей смерти, впоследствии коллекция была распродана его женой музеям по всему миру. В 2014 году американский журналист Шанан Тигай, собирая материал для книги о свитках Шапиры, разослал сообщения в учреждения, которые покупали коллекции у вдовы Мэйсона, с вопросом, не находится ли среди них очень старая рукопись, но не получил никакого положительного ответа. Дальнейшее местонахождение свитков, если они сохранились, неизвестно.

## Особенности свитков

### Внешний вид
Свитки Шапиры состояли из пятнадцати кожаных полосок, некоторые из которых легко читались, а другие почернели почти до неразборчивости. Каждая целая полоса была очень узкой, примерно 3,5 дюйма на 7 дюймов. На каждой полной полоске было в среднем десять строк только с одной стороны. Они были сложены, а не свернуты. Каждая целая полоса была сложена от одного до трёх раз, в общей сложности 40 раз. Они были покрыты тёмным клейким веществом и имели слабый запах погребальных специй или асфальта. Некоторые полосы были покрыты маслом, искусственно затемняя пергамент, поверх которого на некоторых был слой серого пепла, который, по словам Шапиры, был нанесён для впитывания масла. Каждый сегмент имел один неровный край и один гладкий край, что соответствовало верхнему или нижнему краю, недавно вырезанному из более старой рукописи. На каждом сегменте были вертикальные сгибы, отмеченные твёрдой точкой, как писец отмечает столбцы, но текст свитков Шапиры не имеет никакого отношения к этим строкам, беспорядочно переплетаясь с ними: предполагается, что фальсификатор взял пустое поле отмеченного свитка Торы и написал свой текст, игнорируя слабые линии столбцов. Гинсбург и Клермон-Ганноу предположили, что материал идентичен коже средневековых йеменских свитков Торы, с которыми Шапира имел дело в предыдущие годы. Можно было разглядеть контур рамки, возможно, используемой для введения химических веществ для старения, а прямой край одного сегмента выглядел новым.

### Написание
Свитки написаны стилем scriptio continua, за исключением десяти заповедей, — стиль, который никогда не встречался в других еврейских рукописях, но современники Шапиры считали, что это была первоначальная форма текста. В десяти заповедях за каждым словом следует интерпункт, за исключением לא (не делай), и nota accusativi. Текст, написанный несколькими стилями, больше напоминает надписи, подобные Мешинской стеле, уже опубликованной в 1878 году, чем палеоеврейское письмо, найденное позже на пергаменте, или даже Силоамскую надпись, которая будет опубликована в 1880 году; даже в XIX веке сходство считалось подозрительным. André Lemaire является автором недавнего палеографического анализа (1997):

«Однако формы букв не соответствуют в точности ни одному известному древнему западносемитскому письму. Оно не является ни моавитским (хотя большинство букв выглядят как имитация моавитского письма на стеле Меша, где записаны победы моавитского царя Меши в IX веке до н. э. над Израилем….), ни „ханаанским“ (западносемитское письмо примерно с XIII по XI век до н. э.). Это не иврит, использовавшийся в период Первого Храма, и не архаизирующийся палеоеврейский шрифт, найденный на монетах времен Первого еврейского восстания против Рима (66-70 гг. до н. э.) и Второго еврейского восстания (132—135 гг. до н. э.), а также в некоторых свитках Мертвого моря. На самом деле, после простого взгляда на факсимиле опытный палеограф может увидеть, что это подделка».

Гинсбург сообщил, что некоторые полосы были дубликатами в разных стилях письма, с очень незначительными различиями по содержанию (см. ниже).

### Правописание и формулировки
В тексте используется моавитское написание, ставшее известным благодаря стеле Меша в 1870 году, но никогда не засвидетельствованное ни в одном израильском тексте или на пергаменте; некоторые аберрантные написания Plene scriptum, начиная с יום и סיחן, также предполагают подделку. В тексте также опущены некоторые согласные буквы йуд, что указывает на ошибочную попытку воспроизвести моавитское написание. Свитки содержат несколько очевидных орфографических ошибок, неграмотные фразы и слова из более позднего иврита, что заметно отразилось в негативных оценках его подлинности. Свитки часто заменяют слова Второзакония рядом синонимов, включая ירא > פחד, שכב > בעל, קצפ > אנפ, לפנים > מעלם, и более того; эти синонимы не всегда точные, что приводит к несоответствию грамматики, а иногда опираются на более поздние значения, не подтверждённые библейским ивритом.

## Современная наука
Учёные XIX века, имевшие доступ к рукописи, единогласно соглашались, что это подделка, но после того, как она была утеряна, некоторые [современные учёные] утверждают, что рукопись подлинная.
Менахем Мансур утверждал в 1956 году, что повторное рассмотрение дела было бы оправданным. Вывод Мансура был немедленно атакован Моше Х. Гошен-Готтштейном и Оскаром К. Рабиновичем. Дж. Л. Тейчер и другие утверждали, что свитки могут быть подлинными. Совсем недавно Шломо Гильом (2017), Идан Дершовиц (2021), Росс Николс (2021) и другие утверждали, что полоски не являются подделкой, полагая, что находка —древнейший вариант Второзакония, записанный в период Первого храма. Однако эти утверждения неоднократно опровергались другими учёными, и это мнение остаётся мнением меньшинства.

## Текст свитков

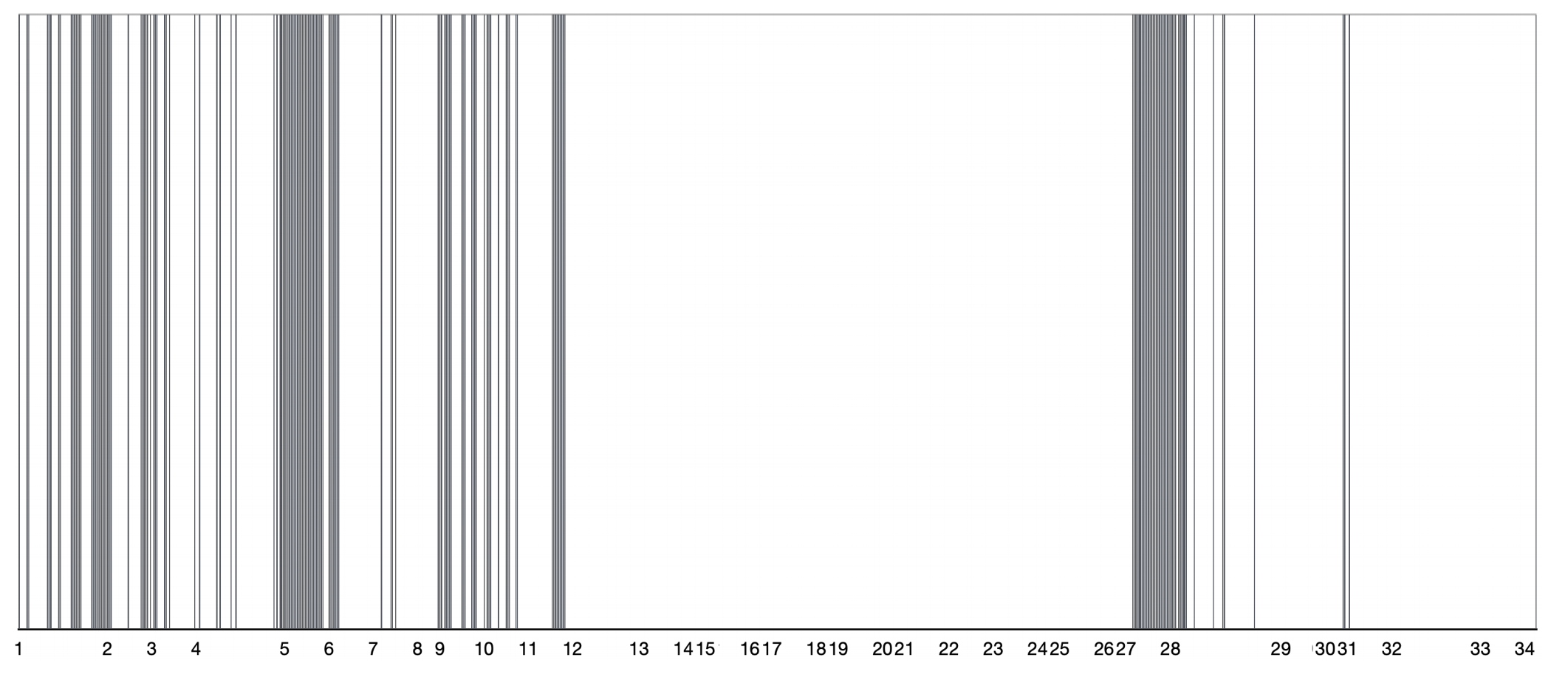
Таблица соответствий между Второзаконием и Свитком Шапиры

| Расшифровка блочной печати Гинсбурга | Перевод Гинсбурга | Параллели с Второзаконием     |
| --- | --- | ----------------------------- |
| אלה הדברם אשר דבר משה על פי יהוה אל כל בני ישראל במדבר בעבר הירדן בערבה | Вот слова, которые говорил Иегова устами Моисея всем сынам Израилевым в пустыне за Иорданом на равнине. | Втор. 1:1                     |
| אלהם אלהנו דבר אלנו בחרב לאמר . רב לכם שבת בהר הזה | Бог, Бог наш, говорил нам в Хориве, говоря: вы долго жили на горе сей. | Втор. 1:6                     |
| פנו וסעו לכם ובאו הר האמרי ואל כל שכנו בערבה בהר ובשפלה ובחף הים | Повернись, и отправляйся в путь, и пойди к горе Аморрейской и ко всем близлежащим местам, на равнине, на холмах, на долине и на берегу моря. | Втор. 1:7                     |
| ונסע מחרב ונלך את כל המדבר הגדל והנרא הזה אשר ראתם ונבא עד קדש ברנע | И, отойдя от Хорива, мы прошли всю ту великую и страшную пустыню, которую вы видели, и пришли в Кадеш-Барнеа. | Втор. 1:19                    |
| ואמר אלכם באתם היום עד הר האמרי עלו ורשו את הארץ כאשר דבר . . . אבתם | И сказал я вам: вы пришли ныне к горе Аморрейской. Пойдите и овладейте землею, как сказал [тебе Бог отцов твоих]. | Втор. 1:20                    |
| לעלות ותרגנו ותאמרו בשנא . . . לאבדנו | [Но вы не хотели идти. И вы роптали и говорили: потому что [Бог] возненавидел нас… чтобы мы погибли. | Втор. 1:27                    |
| וינאף אלהם וישבע לאמר חי אני כי כל העם הראם את אתתי ואת מפתי אשר עשתי זה עשר פעמים . . . לא . . . שמעו בקלי אם יראו את הארץ הטבה אשר נשבעתי לתת לאבתהם . בלתי טפכם וכלב בן יפנה ויהשע בן נן העמד לפנך המה יבאו שמה ולהם אתננה                                    | И разгневался Бог и сказал: так как Я живу, то весь народ, который видел чудеса Мои и знамения Мои, которые Я делал десять раз… не… не послушал голоса Моего, не увидит той доброй земли, которую Я клялся дать отцам их, кроме детей твоих и Халева, сына Иефуннова, и Иисуса, сына Навина, которые стоят пред тобою, они войдут туда, и им Я дам её.                                         | Втор. 1:34—36                 |
| ואתם פנו לכם וסעו המדברה דרך ים סף עד תם כל הדר אנשי המרבה מקרב המחנה | А что касается вас, то обратитесь и пойдите в пустыню по берегу Красного моря, доколе не истребится из среды воинства все поколение людей мятежных. | Втор. 1:34—36                 |
| ותשבו בקדש ברנע עד תמו אנשי המרבה למת מקרב המחנה . . . [א]תם עברם היום את גבל בני עשו היושבם [בש]עיר | [И пребывали они] в Кадеш-Барнеа, пока не истребились смертью мятежники из среды войска. . . . Вы должны пройти в этот день берегом сынов Исава, которые живут в Сеире. | Втор. 1:46, Втор. 2:4         |
| לא [תצר]ם ולא תתגר בם מלחמה כי לא אתן מארצם לכם ירשה כי לבני עשו נתתה ירשה | Не огорчай их и не вступай с ними в войну, ибо Я не дам тебе из земли их никакого владения, потому что Я дал её сынам Исавовым во владение. | Втор. 2:5                     |
| החרם מעלם ישבה בה ובני עשו ירשם וישבו תחתם | Хорреи издревле обитали в нём, и сыны Исава сменили их и обитали вместо них. | Втор. 2:12                    |
| ונפן ונעבר את מדבר מאב . ויאמר אלהם אלי אתם עברם היום את גבל מאב לא תצרם ולא תתגר בם מלחמה כי לא אתן מארצם לכם ירשה כי לבני לט נתתי ער ירשה | И мы повернули и прошли пустыню Моава. И сказал мне Бог: ты пройдешь ныне берегом Моава, не огорчай их и не вступай с ними в войну, ибо Я не дам тебе из земли их никакого владения, потому что Я дал сынам Лота город во владение. | Втор. 2:8, 9                  |
| רפאם מעלם ישבו בה והמאבם יקראו להם אמם וישמדם אלהם וישבו תחתם | Там издревле обитали исполины, и Моавитяне называли их Амим, но Бог уничтожил их, и они поселились вместо них. | Втор. 2:10                    |
| ונפן ונעבר את נחל זרד ויאמר אלהם אלי לאמר קמו ועברו את נחל ארנן | И повернули мы и прошли ручей Зеред. И сказал мне Бог: встань и перейди реку Арнон. | Втор. 2:132:13, Втор. 2:17—19 |
| היום החלתי לתת לפנך את סיחן מלך חשבן האמרי ואת ארצו | В этот день Я начну предавать лицу твоему Сигона аморейского, царя Есевонского, и землю его. | Втор. 2:24                    |
| ונצא לקראת סיחן יהצה ונכה עד לא השאר לי שרד | И пошли мы против Сигона в Иахаз, и поражали его, пока не осталось у него ни одного. | Втор. 2:32, 33                |
| ונלכד את כל ערו מערער אשר על שפת נחל ארנן עד הגלעד ועד נחל יבק | И взяли мы все города его от Ароера, что у края реки Арнона, до Галаада и до ручья Иавок. | Втор. 2:34—36                 |
| הכל נתן אלהם אלהנו לפננו | Господь, Бог наш, избавил нас от всего. | Втор. 2:36                    |
| ונפן ונעבר דרך נחל יבק | Затем мы повернули и пошли вверх по дороге ручья Иавок. | Втор. 2:37                    |
| ויאמר אלהם אלי לאמר עברם היום את גבל ארץ בני עמן | И сказал мне Бог: ты должен пройти в сей день берегом земли сынов Аммоновых. | Втор. 2:37                    |
| לא הצרם ולא תתגר בם מלחמה כי לבני לט נתתי ארץ בני עמן ירשה | Не огорчайте их и не вступайте с ними в войну, потому что Я дал сынам Лотовым землю сынов Аммоновых во владение. | Втор. 2:19                    |
| רפאם מעלם ישבו בה והעמנם יקראו להם עזמזמם וישמ[ד]ם אלהם מפנהם וישבו תחתם | Там издревле обитали исполины, и Аммонитяне называли их Азам-зуммим, но Бог уничтожил их прежде них, и они поселились вместо них. | Втор. 2:20                    |
| ויאמר אלהם אלי שלח אנשם לרגל את יעזר ונלכד [את] יעזר ונשב בערי האמרי | И сказал мне Бог: пошли людей разведать Иазера, и мы взяли Иазера и поселились в городах Аморрейских. | Чис. 21:32                    |
| ויצא עג מלך הבשן לקראתנו למלחמה ונכהו עד לא השאר לו שרד ונלכד מאתם ששם עד כל כבל הארגב בצרת חמה דלתם וברחם לבד מערי הפרזם הרבה מאד | И вышел Ог, царь Башана, против нас на битву, и мы поразили его, пока не осталось у него ни одного, и взяли у него триста сорок городов, всю область Аргоб, городов, огражденных стенами, воротами и решетками, и городов без стен великое множество. | Втор. 3:1                     |
| וכל ערי המשאר וכל הגלעד וכל הבשן עד סלכה ואדרעי . . . ארץ רפאם . . . גם הוא כי עג מלך הבשן מיתר הרפאם נשאר | И все города равнины, и весь Галаад, и весь Башан до Салхи и Едрея, [который назывался также] землею исполинов, ибо Ог, царь Башана, остался от остатка исполинов. | Втор. 3:2—4                   |
| ונפן ונסע נגבה ונשב מול בת פער | И повернули мы, и пошли на юг, и остановились против Бет-Пеора. | Втор. 3:29                    |
| ויצאו בעת ההוא בנת מאב ונשי מדין לקראתם ותקראן [ל]כם לאכל מזבחהן ותאלו מזבחהן ותשתו מנסחהן ותשתחו לאלההן ותזנו את נשי המדנים ותצמדו לבעל פער ביום ההוא | И в то время дочери Моава и жены Мадианитян вышли против вас, и звали вас есть жертвы их, и вы ели жертвы их и пили из жертвенников их, и поклонились богам их, и блудодействовали с женами Мадианитян, и соединились с Ваалом-Пором в тот день. | Чис. 21:32                    |
| וחרה אף אלהם עלכם ויגף בכם בעת ההוא מגפה גדלה | И возгорелся гнев Божий на вас, и поразил Он вас в то время великою язвою. | Чис. 21:32                    |
| ושלחתי מכם אנשים ללחם את המדנים והכתם אתם לפי חרב ושבתם מאתם שבי הרבה למאד ותעצר המגפה | И послал Я из среды вас людей сразиться с Мадианитянами, и вы поразили их острием меча, и взяли из них пленных очень много, и чума прекратилась. | Чис. 21:32                    |
| ואתי צוה אלהם בעת ההוא ללמד אתכם חקם ומשפטם לעשתם בארץ אשר עברם שמה לרשתה | И повелел мне Бог в то время научить вас уставам и постановлениям, чтобы вы исполняли их в земле, в которую вы переходите, чтобы овладеть ею. | Втор. 4:1                     |
| השמרו לכם לא תספו אל מצותו ולא תגרעו ממנו. | Внимайте себе: не прибавляйте к уставам Моим и не убавляйте от них. | Втор. 4:2                     |
| השמרו לכם פן תשכחו ועשתם לכם פסל ותמנה תבנת כל סמל אשר בשמם ממעל וא[שר בארץ מ]תחת ואשר במים מתחת לארץ | Внимайте себе, чтобы не забыть и не сделать себе какого-либо изображения и подобия, подобия всякого образа, который на небе вверху, или на земле внизу, или в водах под землею, | Втор. 4:39                    |
| וחרה אפי בכם והש[מדתי את]כם מהרה מן הארץ הטבה הזאת. | и возгорится гнев Его на вас, и Он быстро истребит вас из этой доброй земли. |                               |
| וידע . . . היום ו[שמ]רת את חקתו ומצותו למען יטב לכם [ולמען] תארכו ימם על האדמה אשר אלהם אלהך נתן לכם | Итак знай день сей и соблюдай уставы Его и заповеди Его, чтобы хорошо было тебе и чтобы ты продлил дни твои на земле, которую Бог, Бог твой, дает тебе. |                               |
| שמע ישראל אלהם אלהנו אלהם אחר ואהבת את אלהם אלהך בכל לבבך ובכל נפשך למאד מאד | Слушай, Израиль, Бог наш есть Бог единый, [и люби] Бога твоего всем сердцем твоим и всею душею твоею весьма | Втор. 6:4, 5                  |
| והיו הדברם האלה אשר אנך מצוך היום על לבבך ושננתם לבנך ודברת אתם בשבתך בבתך ובלכתך בדרך (ו)בשכבך ובקמך | И слова сии, которые Я заповедую тебе в сей день, да будут в сердце твоем, и будешь прилежно учить им детей твоих, и будешь говорить с ними, когда сидишь в доме, и когда идешь дорогою, и когда ложишься, и когда ложишься, и когда встаешь. | Втор. 6:6, 7                  |
| וקשרתם אתם לאות על ידך והיו לתתהות בין עינך וכתב[תם] על מזזת בתך ושערך | И свяжи [их] для знамения на руке твоей, они будут как наперсники между глазами твоими, и напиши [их] на столбах дома твоего и на воротах твоих. | Втор. 6:8, 9                  |
| כי אלהם כרת עמך ברת בחרב ביום הקהל ואנך עמדתי בין אלהם ובי[נכם] . . . בעת הזאת כי פחדת(ם) מפני האש ולא . . . ההר להגד לכם דבר אלהכם לאמר | Ибо Бог заключил с вами завет в Хориве в день собрания, и я стоял между Богом и между вами… …в то время, ибо вы боялись огня и не входили… …чтобы показать вам слово Бога вашего, говоря… | Втор. 5:2—5                   |
| אנך . אלהם . אלהך . אשר . החרתך . מארץ . מצרם . מבת . עבדם . לא יהיה . לכם . אלהם . אחרם . לא תעשה . לכם . פסל . וכל . תמנה . אשר . בשמם . ואשר . בארץ . מתחת . ואשר . במים . מתחת . לארץ . לא תשתחו . להם . ולא תעבדם . אנך . אלהם . אלהך .                     | Я Бог, Бог твой, Который освободил тебя из земли Египетской, из дома рабства. Не должно быть у вас другого Бога. Не делайте себе никакого изображения, ни подобия чего-либо, что на небе вверху, или что на земле внизу, или что в водах ниже земли: не покланяйтесь им и не служите им: Я Бог, Бог твой.                                                                                      | Втор. 5:6—9                   |
| שת . ימם . עשתי . את השמם . ואת הארץ . וכל . אשר . בם . ושבתי . .ביום . השבעי . על . כן . תשבת . גם . אתה .ובהמתך . וכל . אשר . לך . אנך . אלהם . אלהך . | В шесть дней Я сотворил небо и землю и всё, что в них, и почил в день седьмой; так и ты покойся, ты и скот твой и всё, что есть у тебя; Я Бог, Бог твой. | Втор. 5:13, 14                |
| כבד. את אבך . ואת אמך (. למען . יארכן . ימך) . אנך . אלהם . אלהך . | Почитай отца твоего и мать твою (чтобы продлились дни твои); Я Бог, Бог твой. | Втор. 5:16                    |
| לא תר[צח. את נ]פשי. אחך. אנך . אלהם . אלהך. | Не убивай души брата твоего; Я Бог, Бог твой. | Втор. 5:17—19                 |
| לא תנאף . את אשת . רעך . אנך . אלהם . אלהך . | Не прелюбодействуй с женой ближнего твоего. Я Бог, Бог твой. | Втор. 5:17—19                 |
| לא תגנב . את הן . אחך . אנך . אלהם . אלהך . | Не кради имущества брата твоего. Я Бог, Бог твой. | Втор. 5:17—19                 |
| לא תשבע . בשמי . לשקר . כי . אנך . אקנא . את עון . אבת . על . בנם . על . שלשם . ועל .רבעם . לנשא . שמי . לשקר . אנך . אלהם . אלהך | Не клянись именем Моим ложно, ибо Я с гневом ревностным посещу беззаконие отца на детей до третьего и четвёртого рода тех, которые ложно принимают имя Мое. Я Бог, Бог твой. | Втор. 5:11, Втор. 5:9         |
| לא תענו . באחך . עדת . שקר . אנך .אלהם . אלהך . | Не произноси ложного свидетельства на брата твоего. Я Бог, Бог твой. | Втор. 5:11                    |
| לא. תחמד . אשת …. עבדו . ואמתו . וכל . אשר . לו . אנך . אלהם . אלהך. | Ты не должен желать жену … своего брата, его слугу или его служанку, или что-либо, что принадлежит ему. Я Бог, Бог твой. | Втор. 5:18                    |
| לא תשנא . את אחך . בל[בבך] . אנך .אלהם . אלהך. את עשרת הדברם האלה דבר אלהם … | Не возненавидь брата твоего в сердце твоем. Я Бог, Бог твой. Эти десять слов (или заповедей) изрек Бог… | Втор. 5:19                    |
| שמע ישראל אתם עברם היום את הירדן לבא לרשת גוים רבם ועצמם ערם גדלת ובצרת חמה | Слушай, Израиль: в этот день вы должны перейти Иордан, чтобы идти овладеть многими народами и могущественными, городами большими и с огражденными стенами. | Втор. 9:1                     |
| לא תאמרו בלבבכם רבם המה הגוים האלה לא נכל להרשם לא תרא מהם | Не говорите в сердцах ваших: народы эти многочисленны, мы не можем их обездолить, не бойтесь их. | Втор. 9:4                     |
| זכר את אשר עשה אלהם לפרעה ולכל מצרם כן יעשה אלהם לכל איבך כי אלהם הוא העבר לפנך אש אכלה הוא הוא ישמדם ויכנעם מחרה לפנך | Помни, как поступил Бог с фараоном и со всем Египтом, так поступит Бог и со всеми врагами твоими, ибо Бог — это Он, Который идет над тобою, Он — огонь пожирающий, Он истребит их и быстро низложит их пред лицом твоим. | Втор. 9:3                     |
| גם את ה..צרעת ישלח אלהם בם עד אבד יאבד הנסתרם הנשארם מלפנך | Кроме того, Бог пошлет среди них шершня, доколе не будут совершенно истреблены скрывающиеся и остающиеся пред тобою. |                               |
| רק אם תשמרו את מצותו ומשפטו וחקתו אשר אנך מצוך היום | Только если вы будете соблюдать заповеди Его, и суды Его, и уставы Его, которые я заповедую вам в сей день. |                               |
| וידעת היום כי לא בצדקתך אלהם אלהך נתן לפנך את הארץ הזאת לרשתה כי עם קשה ערף הית מן היום אשר יצאת ממצרם עד היום | Итак пойми в сей день, что Бог, Бог твой, не дает тебе земли сей по праведности твоей для обладания ею, ибо ты был народ жестоковыйный с того дня, как вышел из Египта, до сего дня. | Втор. 9:12, 13                |
| ממרם היתם את אלהם אלהך . בחרב ביום עלתי ההר לקחת את שני לחת האבנם ועלהם כתבם כל הדברם אשר דבר אלהם עמכם בהר מתך האש ביום הקהל | Ты восстал против Бога, Бога твоего. В Хориве в тот день, когда я взошел на гору, чтобы взять две скрижали каменные, и на них написаны были все слова, которые говорил с тобой Бог на горе из среды огня в день собрания. | Втор. 9:7—10                  |
| קצפתם את אלהם ועשתם לכם עגל מסכה | Ты вызвал гнев Бога твоего и сделал себе тельца расплавленного. | Втор. 9:16                    |
| ואתנפל לפני אלהם בהר הבער כאש . . . ושני לחת בידי | И пал я пред Богом на горе, горящей огнем; и две скрижали были в руках моих. | Втор. 9:15                    |
| וארא חטאתכם ואשבר את שני לחת לעינכם ואתפלל בעדכם בעת ההוא ארבעם יום וארבעם ללה | И увидел Я грехи ваши, и разбил две скрижали пред глазами вашими, и молился за вас в одно и то же время сорок дней и сорок ночей. | Втор. 9:16                    |
| ובתבערה ובמסה ובקברת התאוה ממרים היתם את אלהכם | И в Тавере, и в Массахе, и в Кивроте Хаттааве вы восстали против Бога вашего. | Втор. 9:22                    |
| בעת ההוא אמר אלהם אלי פסל לך שני לחת אבנם כראשנם ועלה אלי ההרה | В то время Бог сказал мне: вырежь две скрижали каменные, подобные первой, и взойди ко Мне на гору. | Втор. 10:1                    |
| ואעל ההרה ושני [ה]לחת בידי. ויכתכ אלהם על הלחת את עשרת הדברם אשר דבר אלכם בהר ביום הקהל ויתנם אלי והנם בארן אשר עשיתי | И взошел я на гору, держа две скрижали в руке моей. И написал Бог на скрижалях десять слов, которые Он говорил вам на горе в день собрания. И дал их мне, и смотри, они в ковчеге, который я сделал. | Втор. 10:3, 4                 |
| ובקדש ברנע באמר אלי אלהם עלו ורשו את הארץ ממרם היתם את אלהכם ולא עלתס ולא שמעתם בקלו ויאמר אלהם להשמדכם | И в Кадеш-Барнеа, когда Бог сказал мне: пойди и овладей землею; ты восстал против Бога твоего и не пошел и не послушал. И сказал Бог, что истребит вас. | Втор. 9:23—25                 |
| ואתפלל בעדכם בעמד בהר ארבעם יום וארבעם ללה בעדכם וישמע אלהם גם בפעם ההוא ולא השחת אתכם כרגע | Поэтому я молился о вас, когда оставался на горе сорок дней и сорок ночей. И Бог слушал и в то время, и не погубил вас в одно мгновение. | Втор. 9:26                    |
| לא בצדקתך אלהך נתן לך כח לעשת חיל . . . [רק חשק אלהם] באבתכם לאהבה אתם ויבחר בזרעם אחרהם מכל העמם [כי אלהם] אלהכם הוא אלה אלהם ואדני האדנם האל הגבר והנרא | Не за праведность твою Бог твой дал тебе силу приобретать богатство. Только Бог возлюбил отцов ваших, чтобы любить их, и избрал семя их после них, даже выше всех народов или Бога, Бог твой есть Бог всех богов и правитель правителей, Бог могущественный и грозный. | Втор. 9:5, 6                  |
| הוא תהלתך והוא אשר עשה אתך את הגדלת ואת הנראת . בשבעם נפש ירדו אבתכם למצרם [ו]עתה הית לעם עצם ורב . | Он — ваша хвала, и именно Он совершил для вас эти великие и ужасные дела. Отцы ваши сошли в Египет с семьюдесятью душами, а теперь вы стали народом могущественным и многолюдным. | Втор. 10:21                   |
| כי אך [אם] תשמר[ו את] כל המצוה אשר אנך מצוה היום לעשת לאהבה את אלהכם ללכת בכל דרכו ובכל חקתו והרש אלהם את כל אנשי המקם כל אשר תדרך כף רגלכם בו | Ибо если вы будете исполнять все заповеди, которые я заповедую вам в сей день, любить Бога вашего, ходить всеми путями Его и по всем уставам Его, то Бог изгонит всех людей из этого места и со всякого места, на которое ступает подошва ног ваших. | Втор. 11:24                   |
| לא יתיצב אי[ש] לפניכם כ[י פ]חדכם ומראכם יהיה על פני כל הארץ אש[ר ת]דרכו בו | Никто не устоит пред тобою, ибо страх пред тобою и ужас пред тобою будет на всей земле, по которой ты будешь ступать. | Втор. 11:25                   |
| ראה אנך נתן לפנכם היום ברכה וקללה את הברכה אם תשמעו אל מצות[י וחקתי] והקללה אם לא תשמעו וסרתם מהדרך אשר אנך מצוה אתכם היום | Смотри, Я поставил пред тобою в сей день благословение и проклятие; благословение, если будешь слушаться повелений Моих и уставов Моих, проклятие, если не будешь слушаться, но уклонишься с пути, который Я заповедую тебе в сей день. | Втор. 11:26—28                |
| ן[היה כי י]באך אלהם אל הארץ אשר אתה בא שמה לרשתה ונתת את הברכה על הר [גרזם] והקללה על הר עבל הלא [המה] בעבר הירדן דרך מבא השמש בארץ הכנעני [נג]ד גלגל אצל אלני מרא                                                                                               | И будет, когда Бог введет вас в землю, в которую вы идете, чтобы овладеть ею, то вы возложите благословение на гору Геризим и проклятие на гору Эйваль. Не по ту ли сторону Иордана, на пути, где заходит солнце, в земле Кенааним, против Гилгала, у равнины Морех? | Втор. 11:29, 30               |
| ואלה יעמדו על ה[ר עבל] ראובן זבולן [ו]גד אשר דן ונפתלי . ואלה יעמדו על הר גרזם שמען ויהודה ושכר מנשה ואפרם ובנימין | И будут стоять на горе Эйваль: Рувим, Завулон и Гад, Асир, Дан и Неффалим. А эти будут стоять на горе Геризим: Симеон, и Иуда, и Иссахар, Манассия, Ефрем и Вениамин. | Втор. 27:12, 13               |
| ועמדו הלוים נגד הר גרזם ו[ענ]ו ואמרו בקל רם | И встанут левиты перед горой Геризим и будут говорить, и скажут громким голосом: | Втор. 27:14                   |
| ברך האיש אשר יאהב אלהם אלהנו ולו לבדו ישתחו ואתו לבדו יעבר וענו כל הע[ם] ואמרו אמן. ברך הא[יש אשר יקדש את י]ום השבעי וישבת בו ויענו כל העם ואמרו אמן | Блажен человек, который любит Бога, Бога твоего, и покланяется только Ему, и служит только Ему. И весь народ ответит и скажет: аминь. Блажен человек, который освящает седьмой день и отдыхает в него. И весь народ ответит и скажет: аминь. |                               |
| ברך האיש מכבד אבו ואמו וענו כל העם ואמרו אמן ברך [ה]איש אשר לא יקם ולא יטר את נפש אחו וענו אמן . ברך האיש אשר לא יטמא את אשת רעהו וענו כל העם ואמרו אמן | Блажен человек, почитающий отца своего и мать свою. И весь народ ответит и скажет: аминь. Блажен человек, который не мстит и не держит зла на душу брата своего. И весь народ ответит и скажет: аминь. Блажен муж, который не оскверняет жены ближнего своего. И весь народ ответит и скажет: аминь.                                                                                           |                               |
| ברך האיש אשר לא [ינ]ה את רעהו וענו [כל העם ואמרו אמן . ב]רך האיש אשר לא ישבע ב [ש]מי לשקר וענו כל העם ואמרו אמן ברך האיש אשר לא יכחש ול[א י]שקר ברעהו וענו כל העם ואמרו אמן .                                                                                    | Блажен человек, который не притесняет ближнего своего. И весь народ ответит и скажет: аминь. Блажен человек, который не клянется именем Моим ложно. И весь народ ответит и скажет: аминь. Блажен человек, который не делает неправды и не лжет на ближнего своего. И весь народ ответит и скажет: аминь.                                                                                       |                               |
| ברך [האיש] אשר לא נשא עינו אל ח[ר]כש רעהו וענו כל העם ואמרו אמן . ברך האיש אשר יאהב את רעהו [וענו] כל העם ואמרו אמן ברך האיש אשר יקם את כל דברי התרה ה[זאת ל]עשת [א]תם וענו כל העם אמן                                                                           | Блажен человек, который не смотрит на добро ближнего своего. И весь народ ответит и скажет: аминь. Блажен человек, который любит ближнего своего. И весь народ ответит и скажет: аминь. Блажен человек, который подтверждает все слова закона сего, чтобы исполнять их. И весь народ ответит и скажет: аминь.                                                                                  |                               |
| ויספו הלוים ויענו [ויאמרו ב]קל רם ראה אם שמע תשמע בקל אלהך לשמר לעש[ת א]ת כל מצותו ובאו עלך כל הברכת האלה ברך אתה בער ברך אתה בשדה | И вы ответите и скажете громким голосом. Смотрите, если вы будете прилежно слушать голос Бога вашего, соблюдать и исполнять все повеления Его, то придут на вас все эти благословения. Благословенны вы будете в городе, и благословенны будете в поле. | Втор. 28:3                    |
| ברך טנאך ושארתך ברך פרי בטנך ופרי אדמתך שגר [א]לפך ועשתרת צאנך ברך אתה בבאך וברך אתה בצאתך | Благословенна будет корзина твоя и склад твой. Благословен будет плод тела твоего и плод земли твоей, приплод коров твоих и стада овец твоих. Блажен ты будешь, когда войдешь, и блажен ты будешь, когда выйдешь. | Втор. 28:4—6                  |
| יתן אלהך את איבך נגפם לפנך יצו אלהם את הברכה בכל מעשה ידך יקמך אלהם לו לעם קדש וראו כל עמי הארץ ויראו ממך | Бог твой поразит врагов твоих пред лицом твоим. Бог повелит благословить все дела рук твоих. Бог утвердит вас народом, отделенным от Себя. И увидят тебя все народы земли и убоятся тебя. | Втор. 28:7—9                  |
| יפתח אלהם לך את השמם לתת מ[טר] ארצך בע[ת]ו ו[ה]ל[ו]ת גוים [רב]ם ו[אתה ל]א [ת]לוה והית [למעלה] ולא תהיה [ל]מטה | Бог откроет тебе небо твое, чтобы дать дождь земле твоей в свое время; и будешь давать взаймы многим народам, а сам не будешь брать взаймы. И будешь ты вверху, и не будешь внизу… | Втор. 28:12                   |
| ויסבו הל[ו]ים את פ[נ]הם [נ]גד הר עבל ויענו ו[יאמ]רו [ב]קל ר[ם] | И обратят левиты лица свои к горе Эйваль, и ответят, и скажут громким голосом: | Втор. 28:14                   |
| ארר ה[אי]ש אשר [יעש]ה פ[ס]ל ומסכה מעש[ה] י[ד]י חרש וענו כל העם ו[אמרו א]מן אר[ר האיש א]שר יעשה מלאכה ביום השבעי לחללו וענו כל העם וא[מרו אמן] | Проклят человек, делающий всякое изображение гробное или расплавленное, дело рук ремесленника. И весь народ ответит и скажет: аминь. Проклят человек, который в седьмой день делает всякое дело, чтобы осквернить его. И весь народ ответит и скажет: аминь. | Втор. 27:14—26                |
| ארר מקלה אבו ואמו וענו כל העם ואמרו אמן : ארר מכה רעהו בסתר וענו כל העם ואמרו אמן | Проклят тот, кто зажжет свет от отца своего или от матери своей. И весь народ ответит и скажет: аминь. Проклят тот, кто тайно поразит ближнего своего. И весь народ ответит и скажет: аминь. | Втор. 27:14—26                |
| ארר האיש אשר יקרב אל כל שאר בשרו ואשר ינאף את אשת רעהו ואשר יבעל עם כל בהמה וענו כל העם ואמרו אמן : ארר מ[ס]ג גבל רעהו וענו כל העם ואמרו אמן | Проклят человек, который сближается с кем-либо из ближних родственников его, или прелюбодействует с женою ближнего своего, или ложится со всяким зверем. И весь народ ответит и скажет: аминь. Проклят тот, кто снимет знак земли ближнего своего. И весь народ ответит и скажет: аминь. | Втор. 27:14—26                |
| ארר האיש אשר ישבע בשמי לשקר וענו כל העם ואמרו אמן : ארר לקח שחד לה[עד עד] שקר בעמתו וענו כל העם ואמרו אמן | Проклят тот, кто клянется именем Моим ложно. И весь народ ответит и скажет: аминь. Проклят тот, кто берет награду за ложное свидетельство против ближнего своего. И весь народ ответит и скажет: аминь. | Втор. 27:14—26                |
| ארר האיש אשר י[שא עינ]ו אל אשת רעהו ואל בתו ואל אמ[תו] ולכל אשר לו וענו כל העם ואמרו אמן : ארר האיש אשר ישנא את אחו בלבו וענו כל העם ואמרו אמן : ארר האיש אשר לא י[ק]ם את כל דברי הת[ר]ה ה[זא]ת לעשת אתם וענו כל העם ואמרו אמן                                   | Проклят человек, который поднимет глаз свой на жену ближнего своего, или на дочь его, или на рабыню его, или на всё, что у него. И весь народ ответит и скажет: аминь. Проклят человек, который ненавидит брата своего в сердце своем. И весь народ ответит и скажет: аминь. Проклят тот, кто не подтверждает всех слов закона сего, чтобы исполнять их. И весь народ ответит и скажет: аминь. | Втор. 27:14—26                |
| וי[ס]פו הלוים לקרא בקל רם ויאמרו , והיה אם לא תשמע בקל אלהך [לש]מר לעשת את כל מצותו ו[ח]קתו ובאו עלך כל הקללת האלה | И левиты также будут взывать громким голосом и говорить: и будет, если вы не будете слушать голоса Бога вашего, чтобы исполнять все заповеди Его и уставы Его, то все эти проклятия придут на вас. |                               |
| ארר אתה בער ואר[ר] אתה בשדה ארר [ט]נאך ושארתך ארר פרי בטנך ופרי אדמתך שגר אלפך ועשתרת [צאנך] ארר אתה בבאך וארר אתה בצאתך | Проклят ты будешь в городе, и проклят ты будешь в поле. Прокляты будут корзина твоя и склад твой. Проклят будет плод тела твоего и плод земли твоей, приплод коров твоих и стада овец твоих. Проклят будешь, когда войдешь, и проклят будешь, когда выйдешь. | Втор. 28:16—19                |
| יתנך אלהם נ[גף לפ]ני איב[ך] ישלח אלהם את המארה בכל מעשה ידך יתנך אלהם לשמה [ל]משל ולשננה בכל עמי הארץ יעצר אלהם את השמם | Бог поразит вас перед вашими врагами. Бог пошлет проклятие на все дела рук твоих. Бог сделает тебя злословием, пословицей и пословицей среди всех народов земли. Бог обуздает небеса. | Втор. 28:30—45                |
| הגר אש[ר בקר]בך יעלה מעלה מעלה וא[תה] תרד מטה מטה יליך ואת[ה לא תלו]נו יאבד וי[שמ]ד אלהם את[ך מעל פני הא]דמה אשר אתה בא ש[מ]ה [ל]רשתה | Чужой, находящийся в тебе, возвысится над тобой, а ты опустишься очень низко. Он будет давать тебе взаймы, а ты не давай ему взаймы. Бог сделает так, что вы погибнете, и истребит вас с лица земли, куда бы вы ни пошли, чтобы овладеть ею. | Втор. 28:30—45                |
| כן מאה ועש[ר]ם [שנה אנך ה]יום לא אכל לצאת ולבא לפנכם ואלהם אמר אלי לא תעבר את הירדן יהשע העמד לפנך [הוא] יעבר את הירדן והוא יבא אתכם אל הארץ הטבה אשר …. . שמה לרשתה חזקו ואמצו אל תראו ואל תחפדו כי אלהם אלהכם הוא ההלך . . . . הזאת . . . לפנכם . . . . . . כי | Мне сто двадцать лет от роду; я не могу более выходить и входить пред тобою. И сказал мне Бог: не перейдешь ты через этот Иордан. Иисус Навин, который стоит пред тобою, он перейдет через Иордан, и пойдет с тобою в добрую землю, в которую ты идешь овладеть. Будь тверд и мужествен, не бойся и не страшись, ибо Бог, Бог твой, Он идет пред тобою.                                        | Втор. 34:7                    |
| . אלה הדברם אשר צוה משה לכל בני ישראל על פי יהוה בערבת מאב לפני מתו | Вот слова, которые заповедал Моше всем сынам Израиля, по слову Господа, на равнинах Моава перед своей смертью. | Втор. 33:1, Втор. 34:5        |

## Галерея

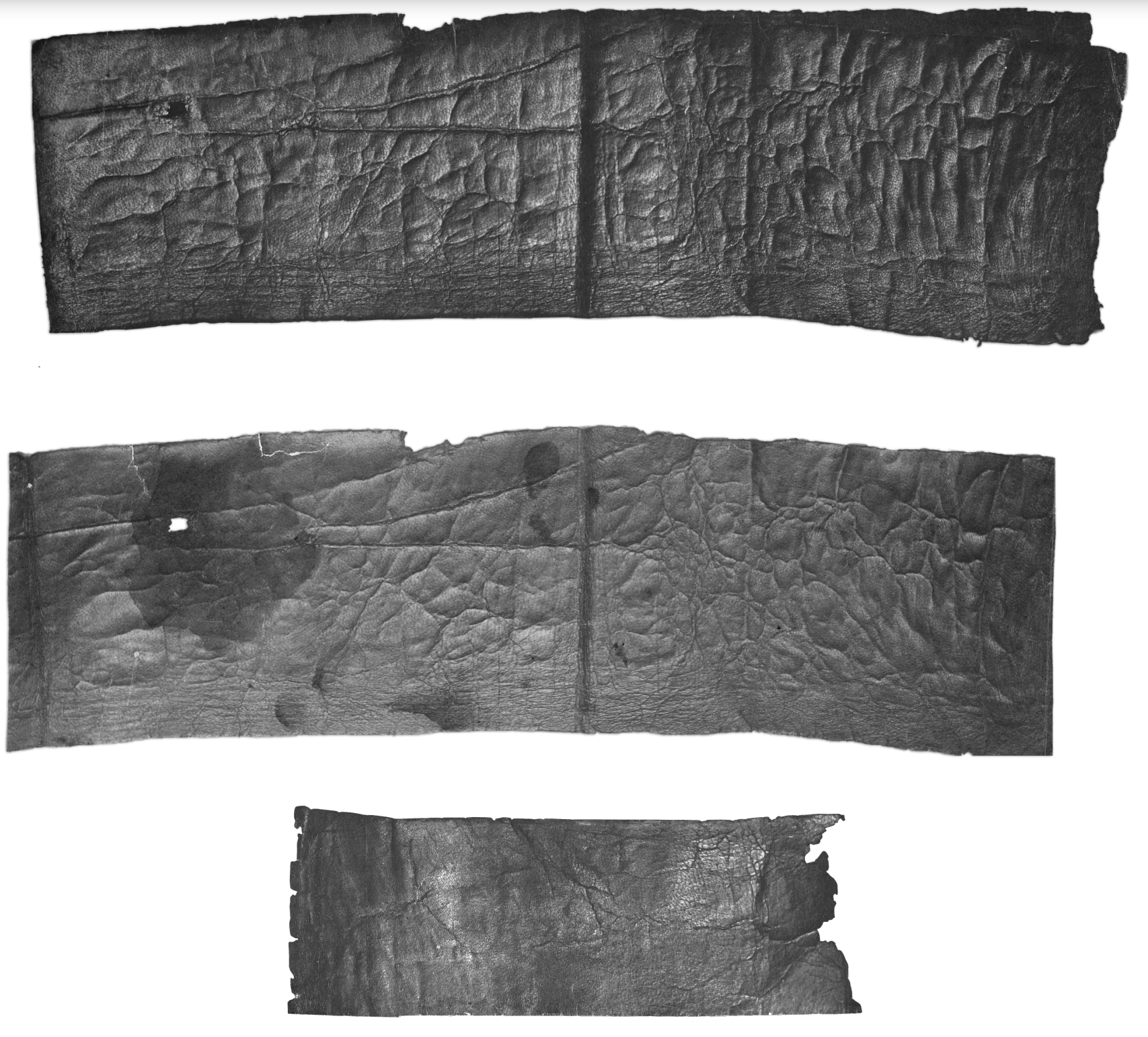
Две фотографии фрагмента Е, столбцов 1-2 и одного неизвестного фрагмента. На верхней фотографии фрагмент Е сложен пополам, колонка 4 (verso) частично видна за колонкой 1 (recto). Изображение неизвестного фрагмента обрезано в нижней части
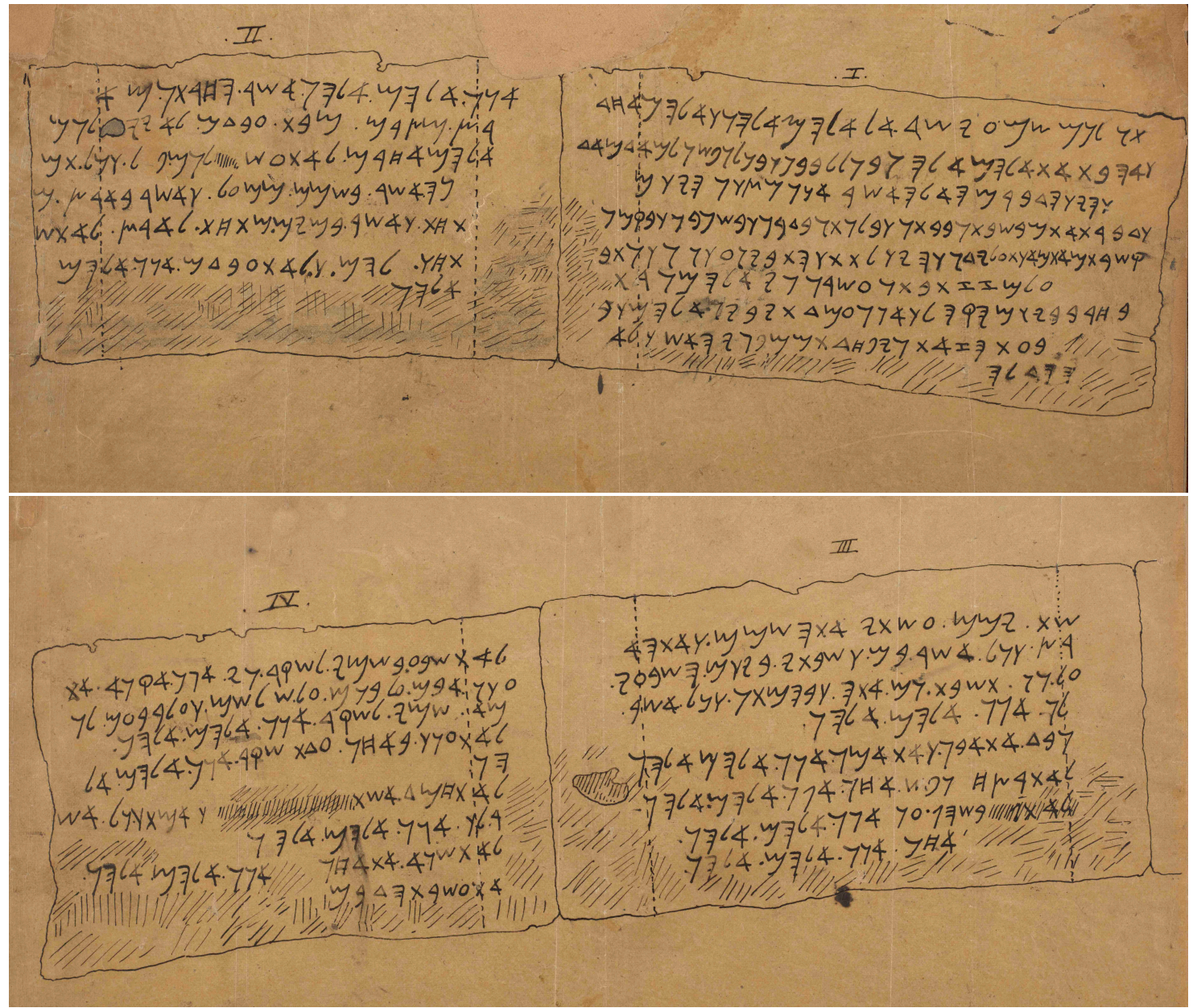
Набросок Гинсбурга к фрагменту Е
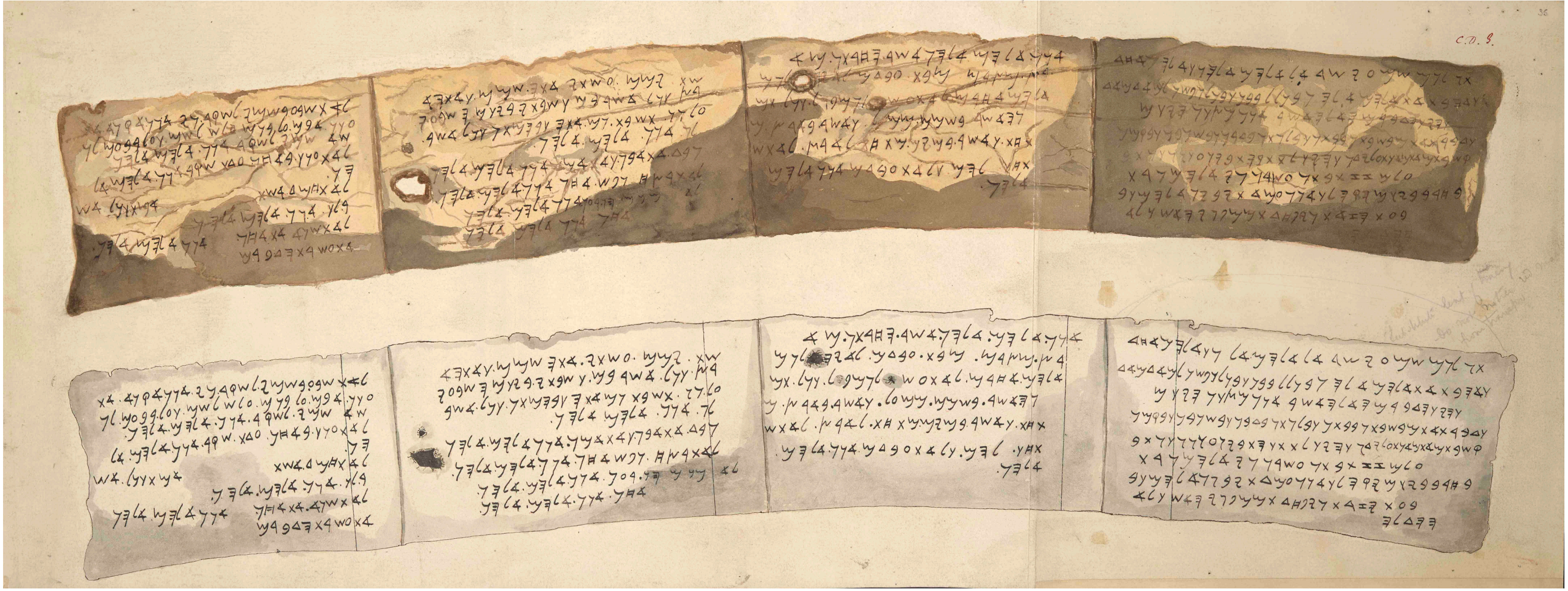
Рисунок фрагмента Е, подготовленный литографией Дэнджерфилда (Лондон, 1883), при консультации с Гинсбургом
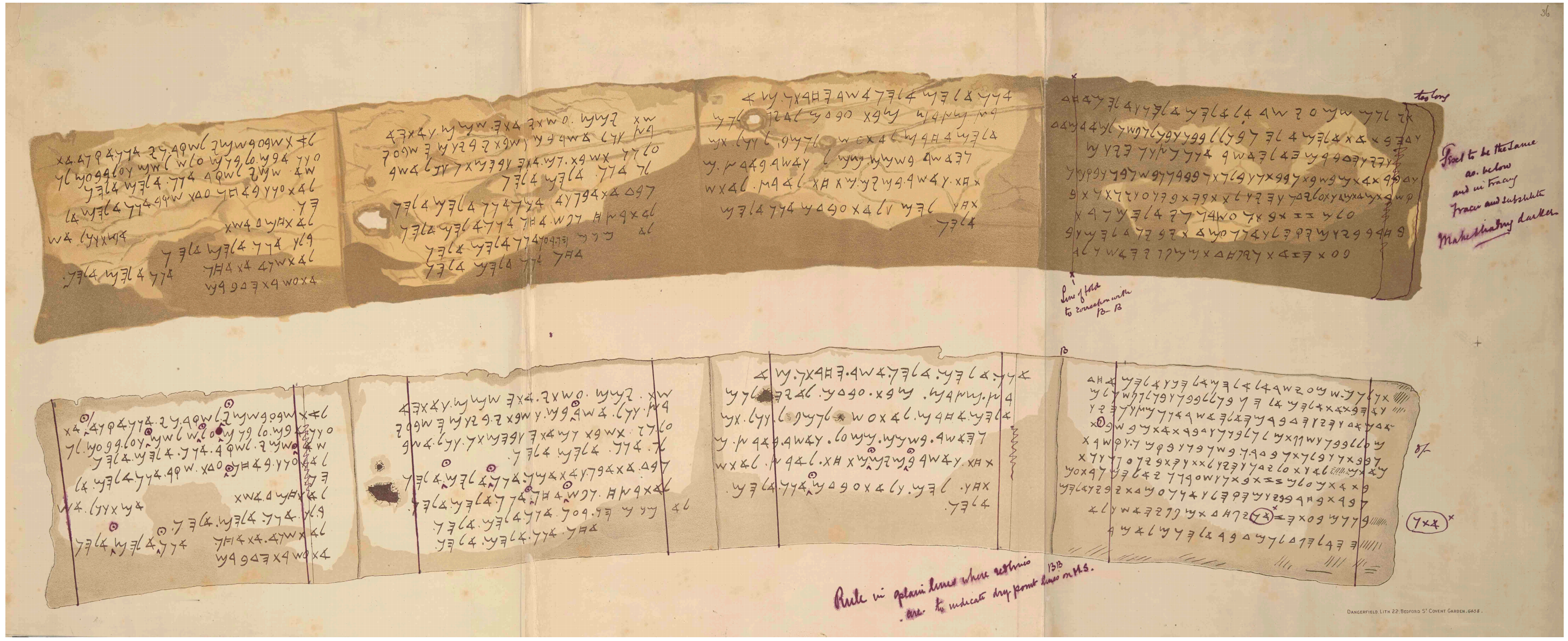
Рисунок фрагмента Е, подготовленный литографией Дэнджерфилда (Лондон, 1883), при консультации с Гинсбургом
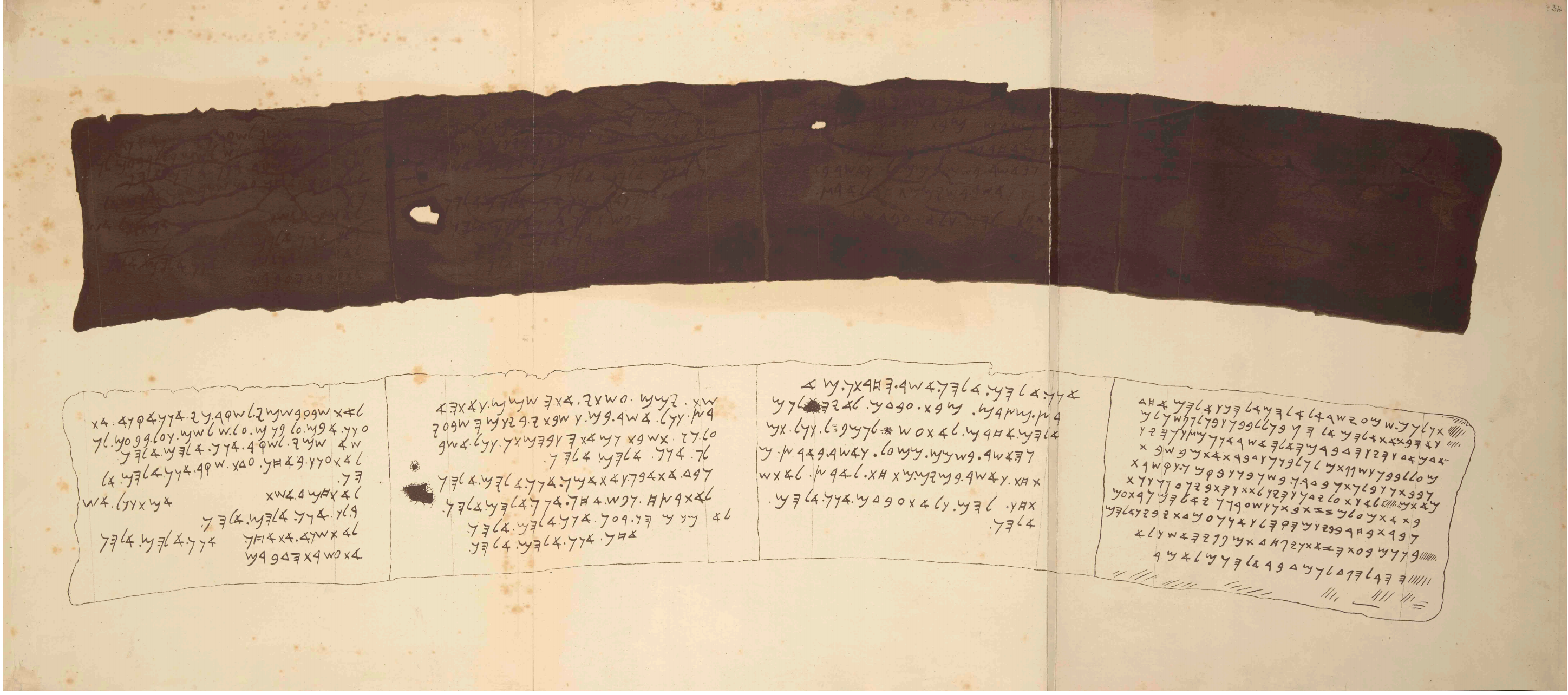
Рисунок фрагмента Е, подготовленный литографией Дэнджерфилда (Лондон, 1883), при консультации с Гинсбургом
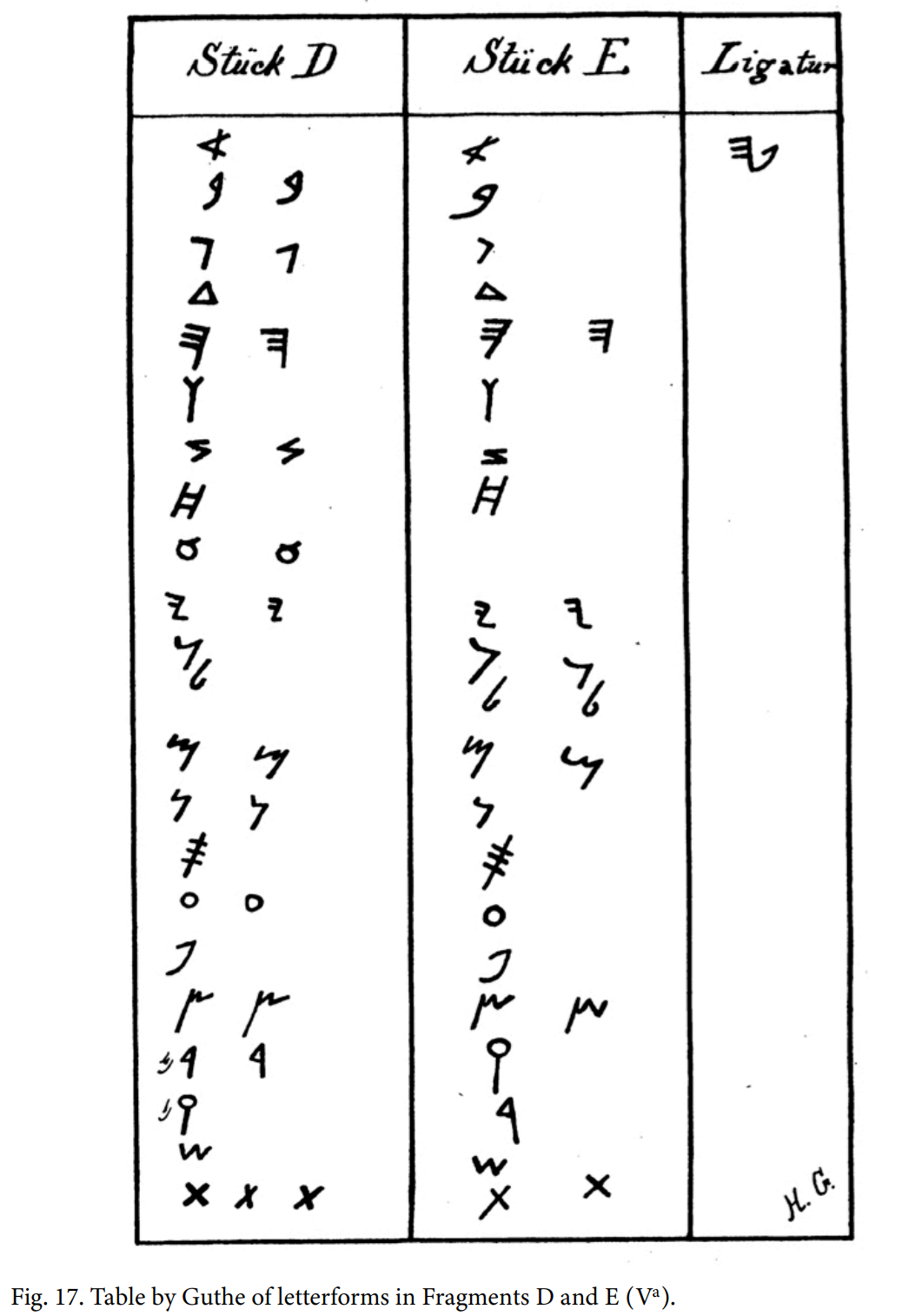
Таблица Гуте форм букв во фрагментах D и E
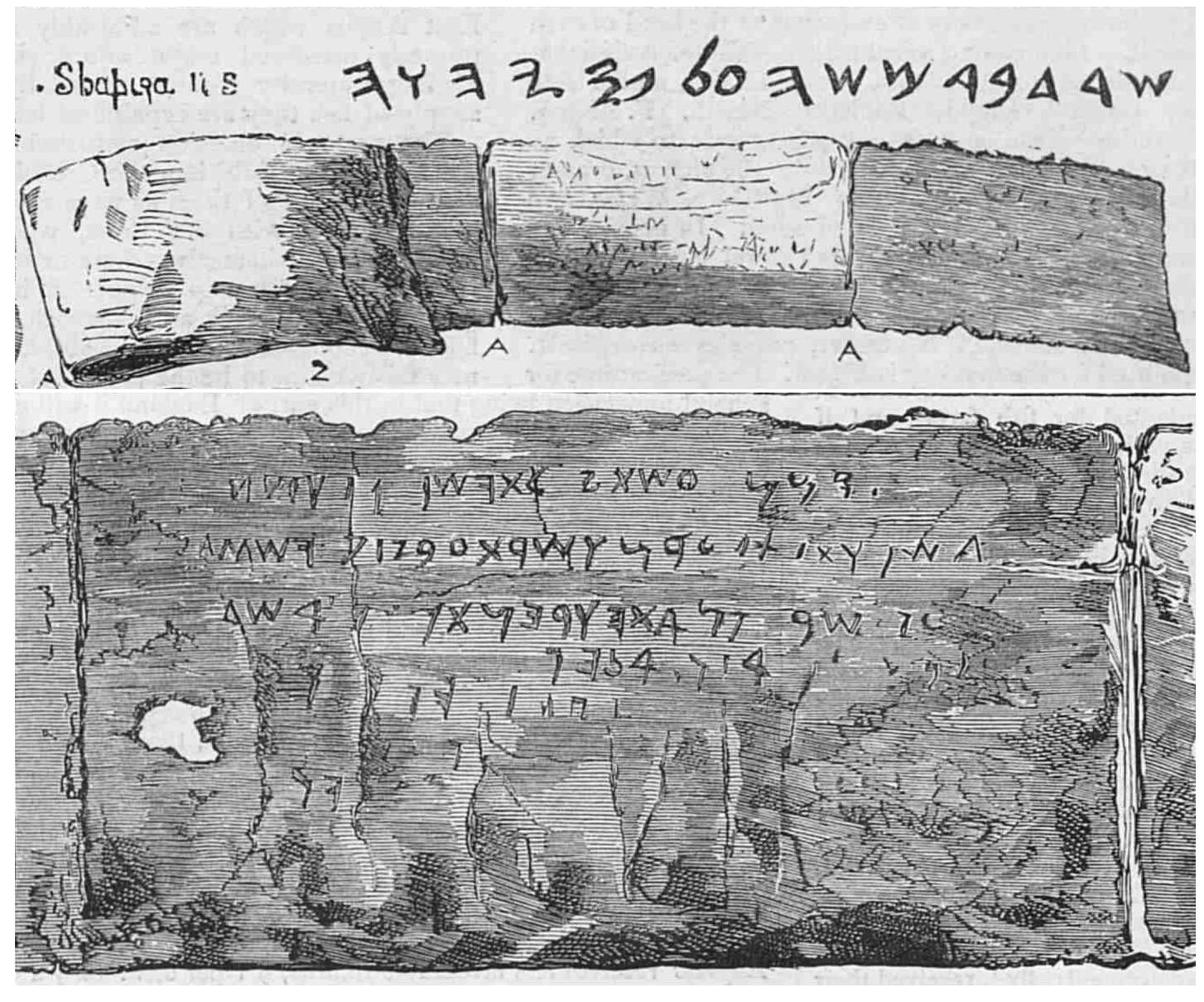
Рисунки фрагмента Е из книги "The Graphic" (1883). Колонка 3 показана ниже. Текст сверху взят из фрагмента А, колонка 1
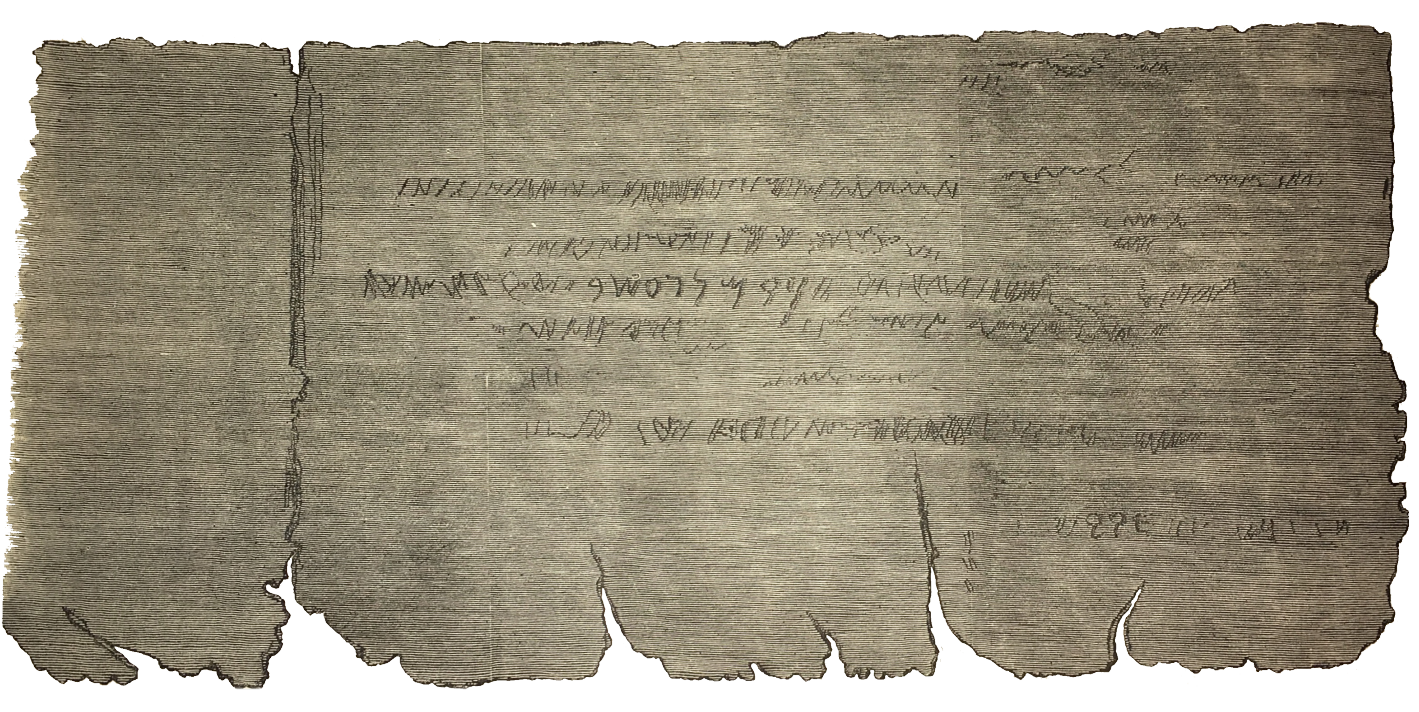
Рисунок фрагмента из газеты "The Illustrated London News" (1883)
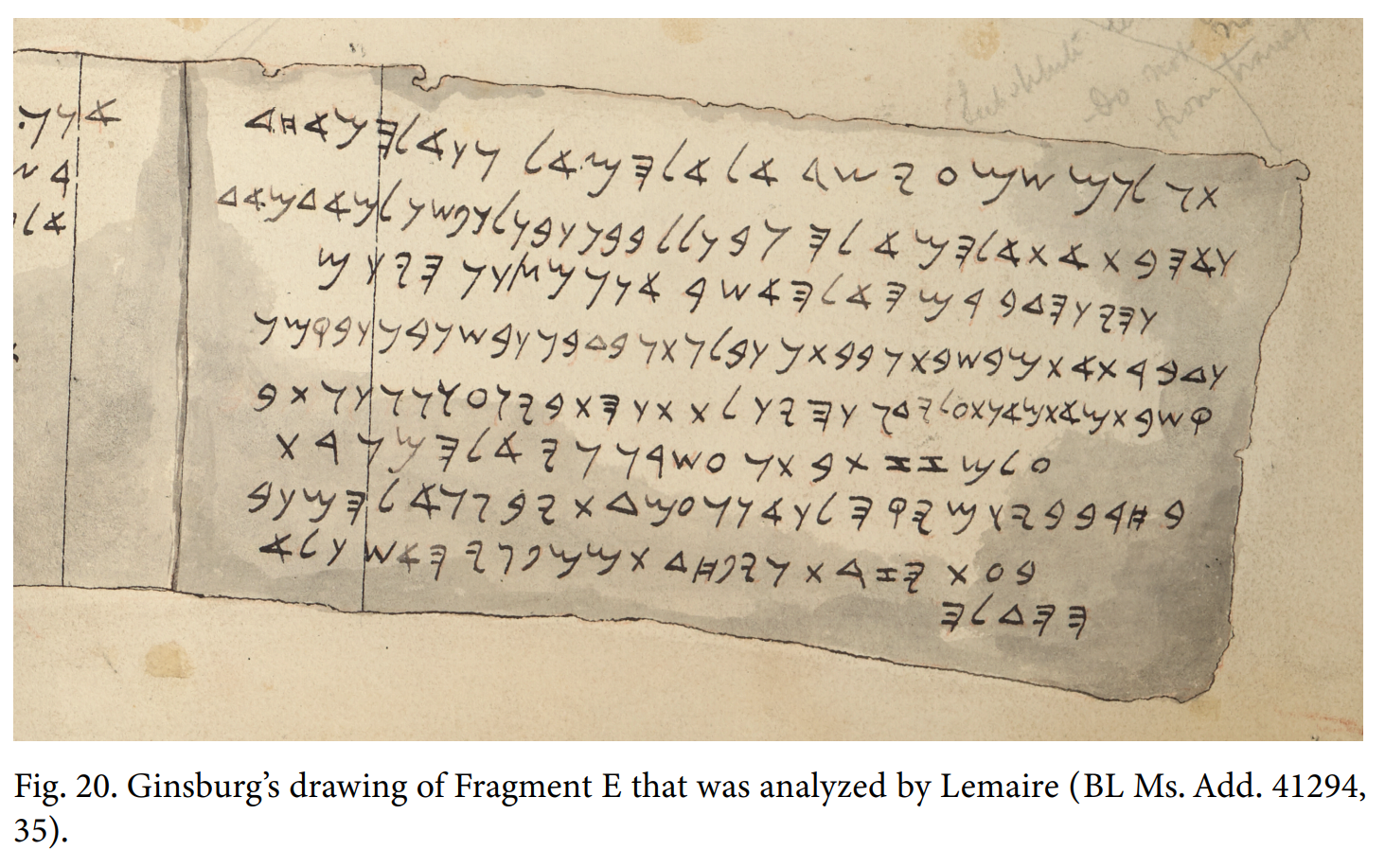
Рисунок Гинсбурга фрагмента Е, который был проанализирован Лемэром (BL Ms. Add. 41294, 35)
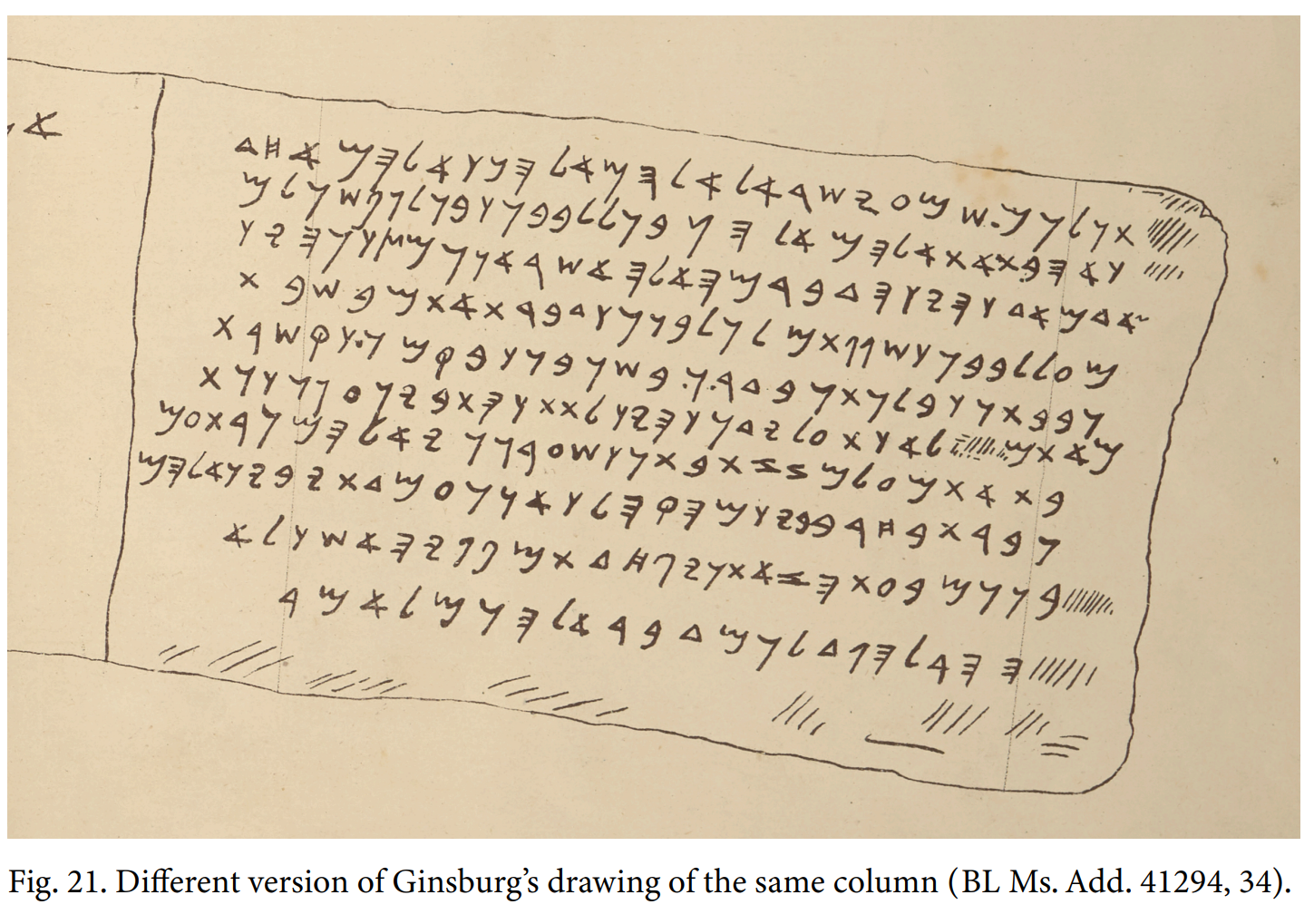
Другой вариант рисунка Гинсбурга той же колонки (BL Ms. Add. 41294, 34)
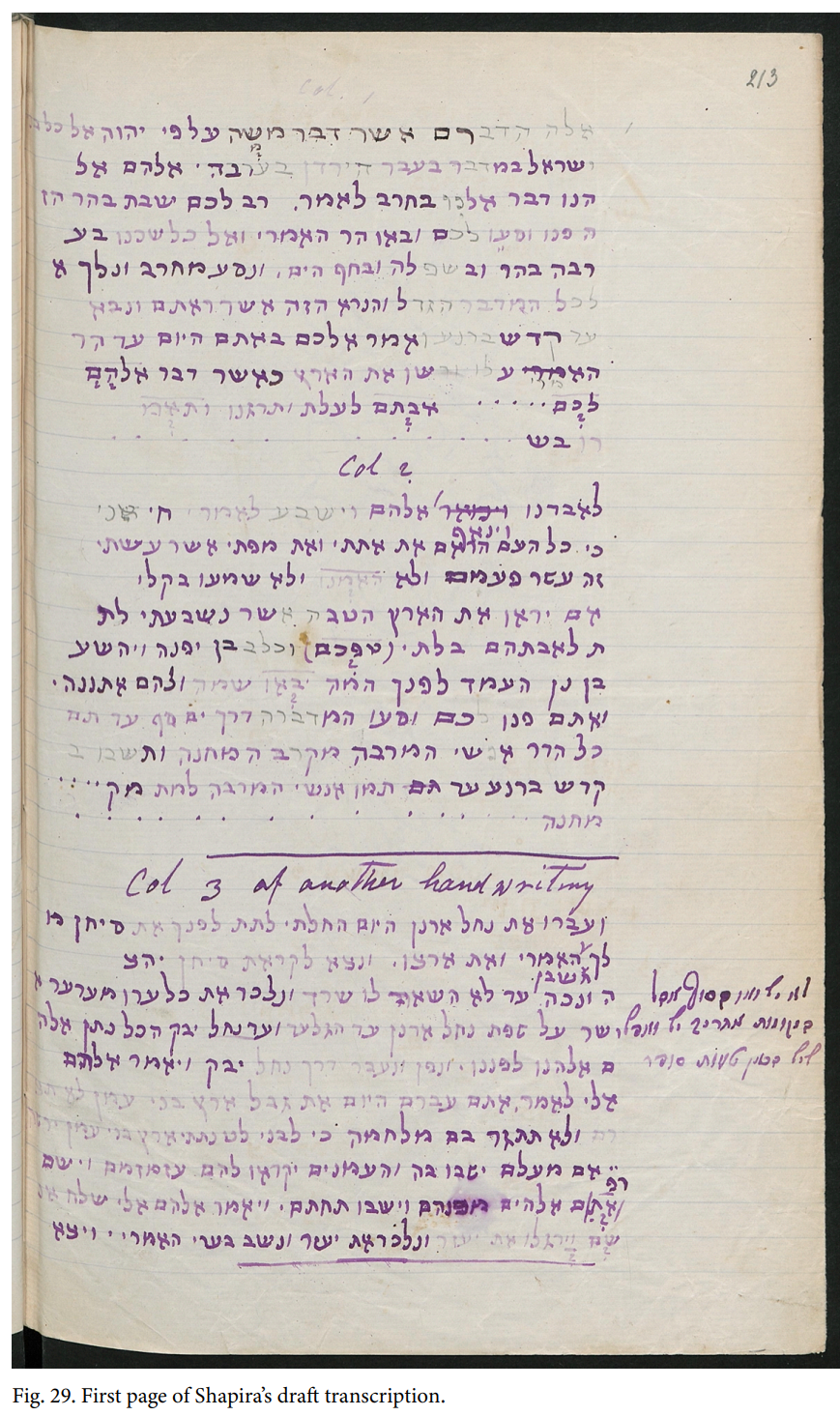
Первая страница черновой транскрипции Шапиры
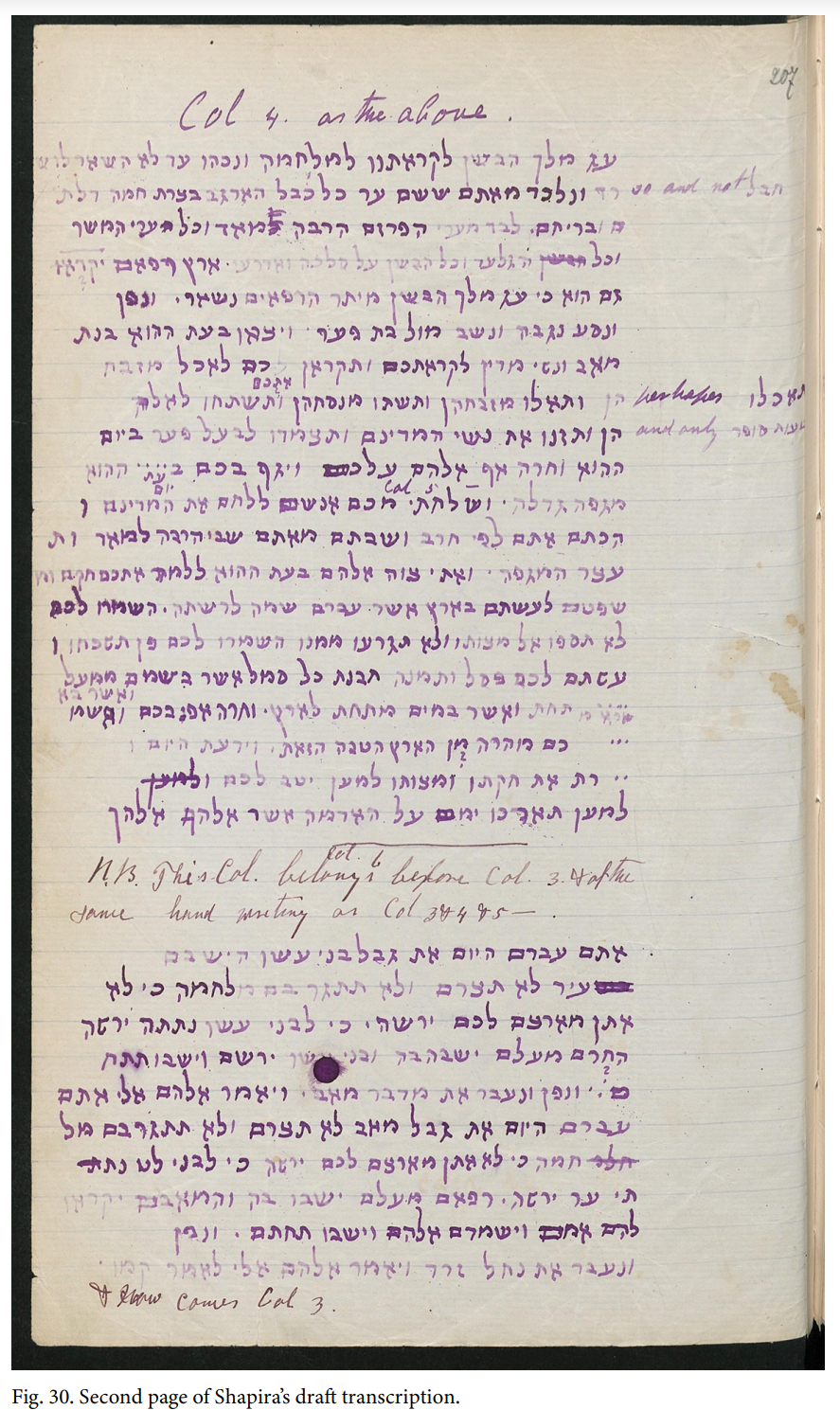
Вторая страница черновой транскрипции Шапиры
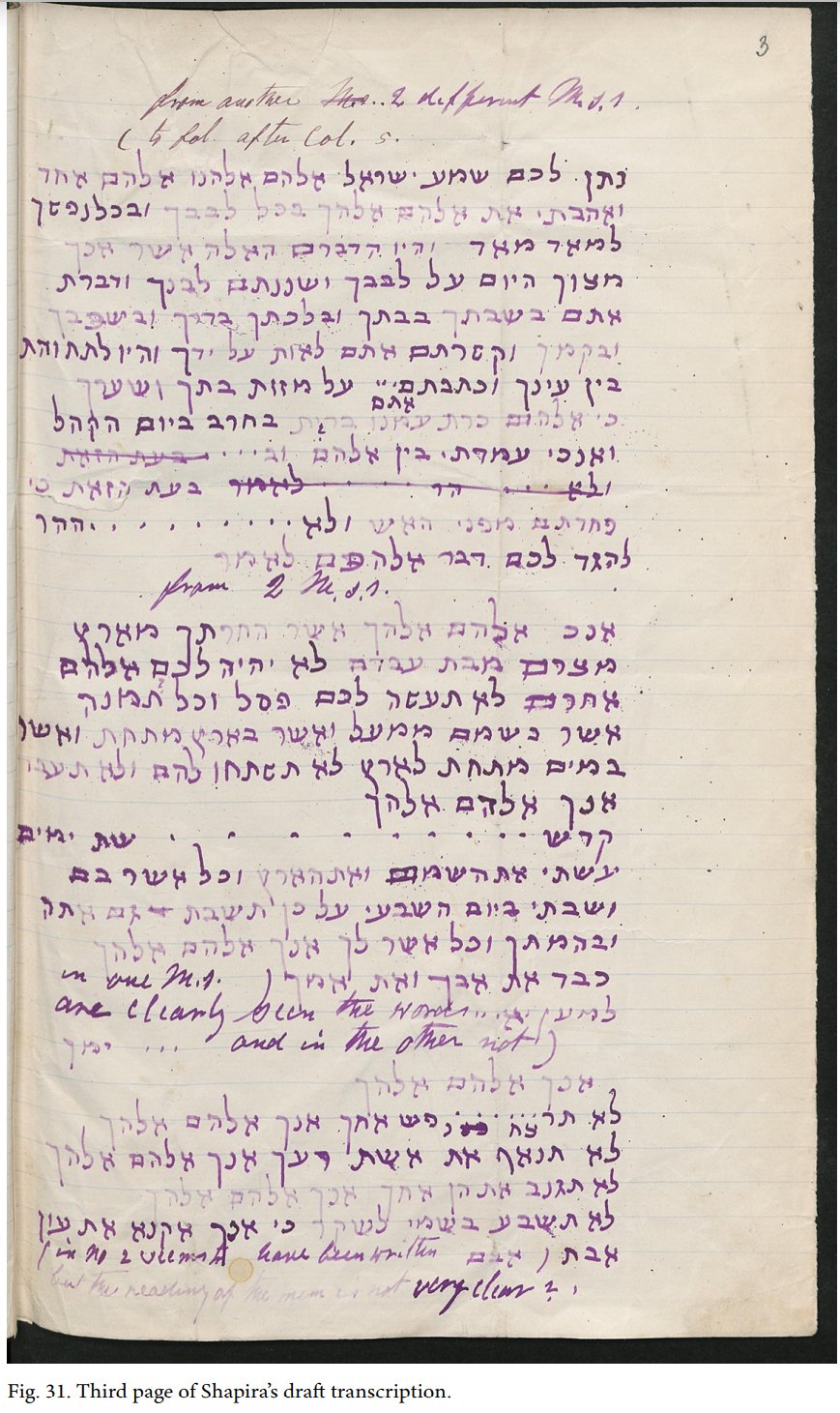
Третья страница черновой транскрипции Шапиры

## Дальнейшее чтение

### Оригинальные научные работы
- The Shapira Manuscripts. — Palestine Exploration Fund, October 1883. — P. 195–209 [195–198]., including the assessments by A. Neubauer, Clermont-Ganneau, C. R. Conder, and C. D. Ginsburg.
- Asya, Yaakov (1975). «Parashat Shapira», supplement to: Myriam Harry [pseud.], «Bat Yerushalayim Hakatanah» (in Hebrew, A. Levenson Publishing House), originally published as «La Petite Fille de Jerusalem» (in French, Paris, 1914)
- Besant, Walter. «Autobiography of Sir Walter Besant» (New York, 1902; reprint, St. Clair Shores, MI: Scholarly Press, 1971), pp. 161—167
- Carter, A.C.R. «Shapira, the Bible Forger», in «Let Me Tell You», pp. 216—219, London, 1940
- Clermont-Ganneau, C. S. «Les fraudes archéologiques en Palestine», Paris, 1885, pp. 107ff., 152ff. 159, 173
- Guthe, Hermann. «Fragmente einer Lederhandschrift», Leipzig, 1883
- Neubauer, Adolf. The Shapira MSS. of Deuteronomy. — London : J. Murray, 1883. — Vol. 589 (18 Aug. 1883), 590 (25 Aug. 1883). — P. 116, 130–131.

### Первоначальная переоценка (1956—1958)
- Goshen-Gottstein, Moshe H. «The Shapira Forgery and the Qumran Scrolls», Journal of Jewish Studies 7 [1956], 187—193, and «The Qumran Scrolls and the Shapira Forgery» [in Hebrew], Haaretz, 28 December 1956
- Mansoor, Menahem (1958). The Case of Shapira's Dead Sea (Deuteronomy) Scrolls of 1883 (PDF). Transactions of the Wisconsin Academy of Sciences, Arts and Letters. 47: 183–229.
- Rabinowicz, Oskar K. The Shapira Forgery Mystery. Jewish Quarterly Review. New Series (47 [1956–7]): 170–183.
- Teicher, J.L. «The Genuineness of the Shapira Manuscripts», Times Literary Supplement, 22 March 1957

### Современная наука (1965—)
- Allegro, John Marco. The Shapira affair. — Doubleday, 1965. — ISBN 9789120009094.
- Brown, Judith Anne. John Marco Allegro: The Maverick of the Dead Sea Scrolls. — Wm. B. Eerdmans Publishing, 2005. — P. 148–. — ISBN 978-0-8028-2849-1.
- Budde, Hendrik (1994). Die Affaere um die 'Moabitischen Althertuemer' [The 'Moabitic Antiquities' Affair], in Budde and Mordechay Lewy, Von Halle Nach Jerusalem [From Halle to Jerusalem], pp. 106—117, in German. Ministerium für Wissenschaft und Forschung des Landes Sachsen-Anhalt [Science Ministry of the State of Saxony-Anhalt], Halle.
- Crown, Alan D. (1970). The Fate of the Shapira Scroll. Revue de Qumran. 7 (27): 421–423.
- Davila, James R.. The Shapira forgeries raise their moldering heads again. PaleoJudaica.com (3 ноября 2013). Дата обращения: 6 декабря 2014.
- Dershowitz, Idan (2021). The Valediction of Moses: A Proto-Biblical Book. Forschungen zum Alten Testament.
- Dershowitz, Idan (2021). «The Valediction of Moses: New Evidence on the Shapira Deuteronomy Fragments.» Zeitschrift für die alttestamentliche Wissenschaft 133 (1): 1-22.
- Guil, Shlomo (2012). In Search of the Shop of Moses Wilhelm Shapira, the Leading Figure of the 19th Century Archaeological Enigma
- Guil, Shlomo (2017). The Shapira Scroll was an Authentic Dead Sea Scroll. Palestine Exploration Quarterly. 149 (1): 6–27. doi:10.1080/00310328.2016.1185895. S2CID 165114970.
- Mansoor (1983). The Dead Sea Scrolls: A Textbook and Study Guide, 2nd ed., chap. 25, pp. 215—224. Baker Book House, Grand Rapids, MI.
- Nichols, Ross K. (2021). The Moses Scroll: Reopening the Most Controversial Case in the History of Biblical Scholarship, Horeb Press, St. Francisville, LA. ISBN 978-1-7366134-0-5.
- Press, Michael (July 2014). "The Lying Pen of the Scribes": A Nineteenth-Century Dead Sea Scroll. The Appendix. 2 (3). Дата обращения: 8 декабря 2014.
- Rabinowicz, Oskar K. (July 1965). The Shapira Scroll: An nineteenth-century forgery. The Jewish Quarterly Review. New Series. 56 (1): 1–21. doi:10.2307/1453329. JSTOR 1453329.
- Reiner, Fred N. (1995). C.D. Ginsburg and the Shapira affair: a nineteenth-century Dead Sea Scroll controversy (PDF). British Library Journal. 21 (1): 109–127.
- Reiner, Fred N. Standing at Sinai: Sermons and Writings. — AuthorHouse, 2011-06-28. — P. 301–. — ISBN 978-1-4567-6507-1.
- Reiner, Fred (1997). Tracking the Shapira Case: A Biblical Scandal Revisited. Biblical Archaeology Review. Also list of sources at  {{cite journal}}: Внешняя ссылка в |quote= (справка)
- Silberman, Neil Asher (1982), One Million Pounds Sterling, the Rise and Fall of Moses Wilhelm Shapira, 1883—1885, in «Digging for God and Country» New York: Knopf
- Sirat, Colette (1984). Les Fragments Shapira. Revue des études juives. 143: 95–111.
- Tigay, Chanan. The Lost Book of Moses: The Hunt for the World's Oldest Bible. — HarperCollins, 2017. — ISBN 978-0-06-220642-8.
- Sabo, Yoram (2014). Shapira & I. A documentary film. In the footsteps of Shapira and his scroll.
- Sabo, Yoram (2018). The Scroll Merchant: In Search Of Moses Wilhelm Shapira’s Lost Jewish Treasure (Hebrew). Hakibbutz Hameuchad.